# Beyoncé
Beyoncé, nom artístic de Beyoncé Giselle Knowles (/biːˈjɒnseɪ/; Houston, 4 de setembre de 1981), és una cantant estatunidenca de música pop, R&B i soul, a més de ser compositora, productora, ballarina, actriu i dissenyadora de moda.
Beyoncé, nascuda i criada a Houston, va competir en diversos concursos de cant i dansa des de ben petita. Va adquirir la fama en haver format part del grup Destiny's Child creat pel seu pare, Matthew Knowles, el 1990. Destiny's Child arribà a ser un dels grups de música femenins amb més vendes de la història. Quan el grup es va separar temporalment, Beyoncé va debutar com a actriu a la pel·lícula Austin Powers: L'espia que em va empaitar (2002) i com a solista amb l'àlbum titulat Dangerously In Love (2003). El disc l'establí com a artista en solitari a tot el món, aconseguí cinc premis Grammy i dos dels temes, "Crazy in Love" i "Baby Boy", arribaren al número 1 a la llista Billboard Hot 100.
Després de la separació definitiva de Destiny's Child el 2006, publicà el seu segon àlbum, B'Day (2006), del qual diverses cançons arribaren a la llista dels més venuts, com ara Déjà Vu, Irreplaceable i Beautiful Liar, entre d'altres. Beyoncé també compta a la seva trajectòria amb treballs com a intèrpret cinematogràfica, com ara a pel·lícules com La Pantera Rosa (2006), Dreamgirls (2006), Obsessed (2009) i El Rei Lleó (2019). El seu casament amb el raper Jay-Z i la seva actuació com a Etta James a Cadillac Records (2008) influïren el seu tercer àlbum, I Am… Sasha Fierce (2008), on aparegué per primera volta el seu àlter ego Sasha Fierce, i que aconseguí una xifra rècord de sis premis Grammy el 2010, entre d'altres, cançó de l'any per Single Ladies (Put a Ring on It).
Beyoncé es prengué un any sabàtic el 2010 i assumí el control de la seva trajectòria professional. El seu quart àlbum, 4 (2011) mostrà un to més calmat, amb una exploració del funk dels 1970, el pop dels 1980 i el soul dels 1990. El 2013 publicà el seu cinquè àlbum, de títol homònim: Beyoncé. El disc, que rebé el reconeixement mundial de la crítica, es distingí dels anteriors llançaments per la seva producció experimental i una exploració de temes més adults. El 2016, Beyoncé llançà Lemonade, que va ser un èxit de crítica i públic i que li va aconseguir l'honor de ser la primera artista que ha vist tots els seus primers sis àlbums debutar al número 1 de la llista Billboard 200, on explora temes com ara la infidelitat i el womanism, el feminisme negre. El 2018, Beyoncé llançà Everything is Love, un àlbum cola·laboratiu amb el seu marit, Jay-Z, sota el nom artístic The Carters. Com a artista convidada, Beyoncé ha assolit números u a la llista Billboard Hot 100 amb les remescles de Perfect d'Ed Sheeran al 2017 i Savage de Megan Thee Stallion al 2020. El mateix any, llançà el film i àlbum visual Black is King amb èxit de crítica.
Beyoncé és una de les artistes més venudes del món, havent venut més de 120 milions de discos a tot el món com a artista en solitari el 2010. És la primera artista en solitari que ha aconseguit que els seus sis primers àlbums d'estudi debutessin en el número u de la llista Billboard 200. El seu èxit durant la dècada del 2000 va ser reconegut amb el premi de l'Associació de la Indústria Discogràfica dels Estats Units (RIAA) a la millor artista certificada de la dècada, així com amb el premi Billboard a la millor artista femenina de la dècada. Entre els guardons que ha rebut Beyoncé es troben 28 premis Grammy, 26 premis MTV Video Music Awards (inclòs el premi Michael Jackson Video Vanguard el 2014), 24 NAACP Image Awards, 31 premis BET i 17 premis Soul Train; tots ells més que qualsevol altra cantant. El 2014, Billboard la va nomenar l'artista negra amb més ingressos de tota la història, mentre que El 2020, la revista Time la va incloure a la llista de 100 dones que definiren el segle passat.

## Carrera artística

### Amb Destiny's Child
Beyoncé Knowles va debutar al món de la música de la mà de Destiny's Child, un trio musical liderat pel pare de la Beyoncé, Matthew Knowles. Va estar format originalment per Beyoncé, LeToya Luckett i LaTavia Roberson, i per Beyoncé, Kelly Rowland i Michelle Williams com a membres definitius i més coneguts.

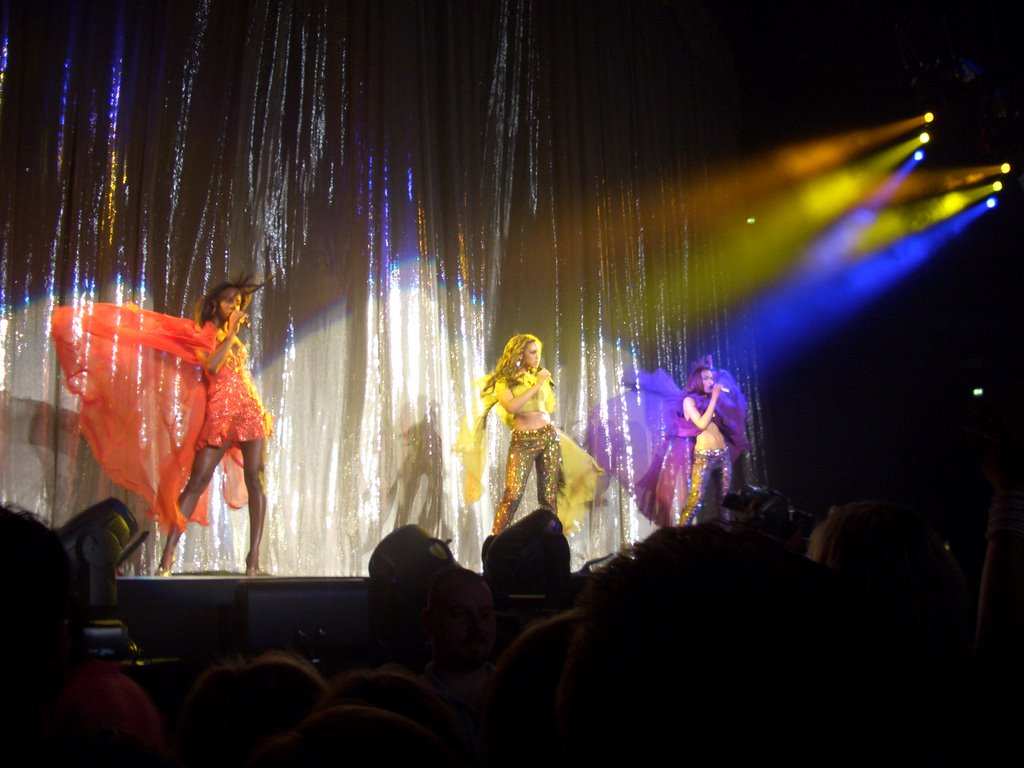
Beyoncé (al centre) en l'alineació final de Destiny's Child, actuant durant la seva gira de concerts Destiny Fulfilled... i Lovin' It de 2005

Destiny's Child llançà el seu primer single el 1997 i el seu primer àlbum el 1998, que els reportà un èxit moderat. El 1999, el trio va publicar el seu segon àlbum d'estudi, The Writing's on the Wall, amb el què van assolir la fama mundial amb alguns dels seus èxits més recordats, com ara Bills, Bills, Bills, Jumpin' Jumpin' i Say my Name.
Després de tenir problemes amb el mànager, LeToya i LaTavia van abandonar del grup i van ser reemplaçades per Michelle Williams i Farrah Flankin. Aquesta última va abandonar poc després al·legant "massa pressió", i va ser substituïda per la Kelly Rowland, en la que va esdevenir la composició final del grup. Poc després, el grup va enregistrar el tema Independent Women Part I, que va ser inclòs en la banda sonora de la pel·lícula Els Àngels de Charlie. Esta cançó esdevingué el seu major èxit i fiu número 1 a la llista d'èxits Billboard durant onze setmanes consecutives. Altres èxits mundials de Destiny's Child van ser Bootylicious i Survivor.
El 2001, el grup va anunciar la seua dissolució, però al 2004 es va tornar a formar per enregistrar el disc Destiny Fulfilled, amb el qual van arribar els primers llocs en les llistes d'èxits amb els senzills Lose My Breath i Soldier. El 2005, per a finalitzar la carrera del grup, van treure 1#'s, una recopilació de tots els seus èxits amb noves cançons: Stand Up For Love, Check On It, Slim Thug & Feel The Same Way I Do'.

## En solitari

### 2003-2005:Dangerously in Love
El debut en solitari de la Beyoncé va ser amb una contribució a la cançó 03 Bonnie & Clyde del raper Jay Z, publicada a l'octubre del 2002 i que va arribar a número 4 en la llista Billboard. El 14 de juny de 2003, Beyoncé va presentar cançons del seu primer disc en solitari, Dangerously in Love, durant el seu primer concert també en solitari. El 24 de juny del mateix any, es publicà l'àlbum, que va vendre 317.000 còpies en la seua primera setmana, va debutar al número 1 de Billboard 200 i ja ha venut més de 11 milions de còpies arreu del món. El primer single del disc, Crazy in Love, amb col·laboració de Jay Z, esdevingué el seu primer número u en solitari. Altres temes famosos del disc van ser Baby Boy, Me, Myself and I i Naughty Girl. Amb Dangerously in Love, Beyoncé va guanyar 5 premis Grammy, una xifra rècord, en les categories de: Millor àlbum contemporani de R&B, Millor interpretació femenina vocal de R&B per Dangerously in Love 2, Millor cançó R&B i Millor col·laboració rap/cantada per Crazy in Love i Millor interpretació R&B d'un duo o un grup amb vocals per The Closer I Get to You, amb Luther Vandross.
Al novembre de 2003, començà la gira Dangerously in Love Tour a Europa, i després s'embarcà en la gira Verizon Ladies First Tour amb Missy Elliot i Alicia Keys a Amèrica del Nord. L'1 de febrer de 2004, Beyoncé interpretà l'himne estat-unidenc a la 38ª edició de la SuperBowl, a la seua ciutat natal. Després de la gira de concerts, la Beyoncé tenia previst enregistrar un segon àlbum amb els temes descartats de Dangerously in Love, però el project se suspengué perquè s'hi poguera concentrar en la gravació de Destiny Fulfilled, el 5è i últim àlbum de les Destiny's Child. Destiny Fulfilled va ser publicat el 15 de novembre de 2004 i va assolir el número 2 a la lllista Billboard 200. Hi incloia els temes Lose My Breath i Soldier, que arribaren al número 5 de la llista Billboard Hot 100. Destiny's Child s'embarcà en una gira mundial, anomenada Destiny Fulfilled... and Lovin' It, patrocinada pel restaurant de menjar ràpid McDonald's, on s'hi interpretaren grans èxits del grup com ara No, No, No; Survivor, Say My Name, Independent Women i Lose My Breath. A més, el grup interpretà cançons de les seues carreres en solitari, en particular temes extrets de l'àlbum Dangerously in Love de Beyoncé. A la darrera parada de la gira europea, Barcelona, l'11 de juny de 2005, Destiny's Child anuncià la seua dissol·lució definitiva en acabar la gira nord-americana.

### 2006-2007:B'DayiDreamgirls

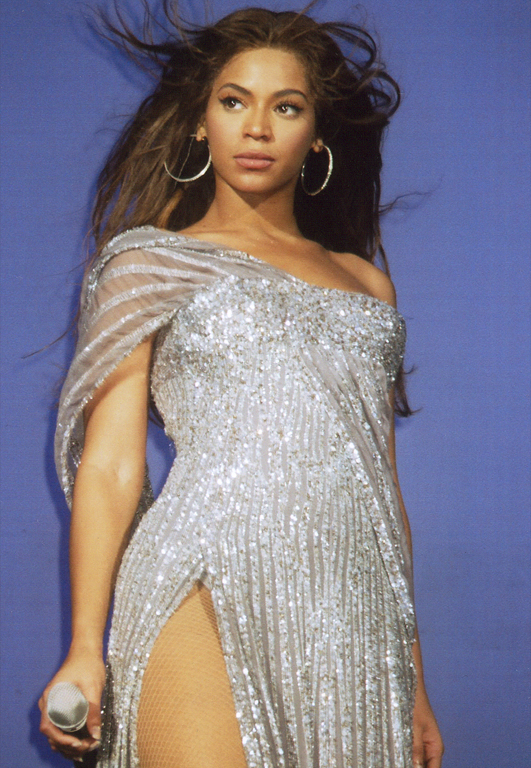
Beyoncé cantant «Listen» en un concert a Múnic (2007).

B'Day, el segon àlbum en solitari de Beyoncé, es va publicar el 4 de setembre de 2006 als Estats Units, per fer-ho coincidir amb el seu aniversari. Va aconseguir unes vendes de 541.000 còpies en la primera setmana i debutà al número 1 de la llista Billboard 200, pel que esdevingué el segon àlbum de Beyoncé que assolia el número 1 de manera consecutiva. El single de presentació, Dejà Vu, amb col·laboració de Jay Z, també arribà a la primera posició de la llista Billboard Hot 100. El segon single internacional, Irrepleaceable, aconseguí èxit a escala mundial, i números u a Austràlia, Hongria, Irlanda, Nova Zelanda i els Estats Units. L'àlbum va ser nominat per a cinc premis Grammy: Millor àlbum contemporani d'R&B, Millor interpretació vocal femenina d'R&B per Ring the Alarm i Millor cançó d'R&B i Millor col·laboració rap/cantada per Dejà Vu, i Millor gravació remesclada pel remix de Déjà Vu de Freemasons. B'Day s'alçà amb el guardó al Millor àlbum contemporani d'R&B. A l'any següent, B'Day va rebre dues nominacions més: Gravació de l'any per Irreplaceable i Millor col·laboració de pop amb vocalista per Beautiful Liar amb Shakira. A més, Beyoncé també va estar nominada a la categoria de Millor banda sonora recopilatòria per a suports visuals per la seua aparició a la banda sonora de Dreamgirls.
La seua primera interpretació com a actriu al 2006 va ser a la comèdia La Pantera Rosa amb Steve Martin, que va aconseguir uns ingressos en taquilla de 158 milions de dòlars. El seu segon llargmetratge va ser Dreamgirls, una versió del musical de Broadway de 1981, i inspirat en la història del grup The Supremes, va aconseguir el reconeixement de la crítica i uns ingressos de 154 milions de dòlars arreu del món. A Dreamgirls, Beyoncé actuà junt amb Jennifer Hudson, Jamie Foxx i Eddie Murphy. Per promocionar la pel·lícula, Beyoncé publicà el tema Listen com a primer single de la banda sonora. A l'abril del 2007, Beyoncé encetà la gira The Beyoncé Experience, la seua primera gira mundial, que visità 97 destinacions i generà uns beneficis de 24 milions.

### 2008-2010:I Am... Sasha Fierce

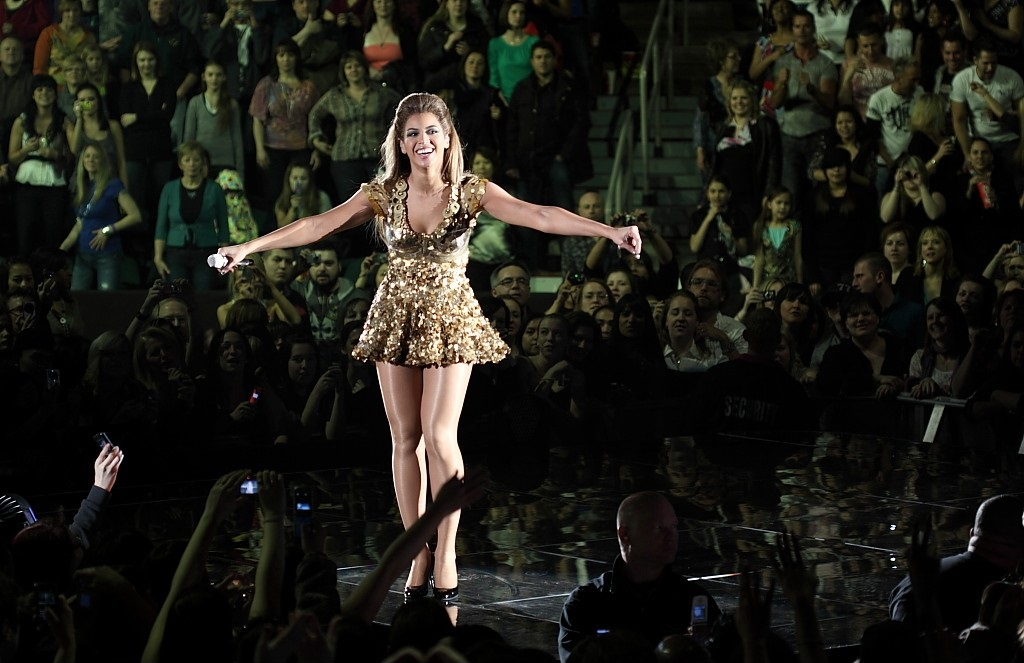
Beyoncé actuant al Canada Life Center de Winnipeg, en la gira musical I Am... Tour

I Am... Sasha Fierce es va publicar el 18 de novembre de 2008 als Estats Units. L'àlbum presentava oficialmente la Sasha Fierce, una alter ego de la Beyoncé, concebuda durant la gravació del seu senzill Crazy in Love el 2003. En general, l'obra rebé crítiques mediocres, però va vendre més de 482.000 còpies i va debutar en primera posició en la llista Billboard 200, pel que va aconseguir el tercer àlbum número u consecutiu per a la cantant. A l'àlbum hi apareix Single Ladies (Put a Ring on It), que va arribar al número u, If I Were a Boy i Halo, que arribaren al número cinc. L'èxit de Halo, que esdevingué el seu senzill que més setmanes durà a la llista Hot 100, també li va permetre convertir-se en ser l'artista femenina amb més temes al top 10 de la dècada dels 2000. Altres temes de l'àlbum són Sweet Dreams, i Diva, Ego, Broken-Hearted Girl i Video Phone, que van esdevenir-n'hi singles. El vídeo musical de Single Ladies ha estat l'objecte de paròdies i imitacions a escala mundial, i és considerat el primer "vídeo de ball viral" de l'era d'internet. El vídeo ha guanyat varis guardons, entre els quals s'hi compten el de Millor vídeo als MTV EMA de 2009, el guardons MOBO escocesos de 2009 i els premis BET de 2009. Als MTV Video Music Awards, el vídeo va ésser nominat per a nou guardons, i acabà per guanyar-ne tres, incloent-hi el Vídeo de l'any. No va guanyar a la categoria de Millor vído femení, que anà a parar a You Belong With Me de Taylor Swift. Aquesta decisió va provocar que Kanye West interrompera la cerimònia durant el discurs d'acceptació de Swift. Beyoncé va convidar Swift a tornar a l'escenari en acceptar el seu guardó perquè la cantant poguera acabar el seu discurs. El març de 2009, Beyoncé encetà la gira I Am... World Tour, la seua segona gira mundial, que consistí de 108 concerts i va generar uns ingressos de 119 milions de dòlars.
Beyoncé continuà en paral·lel amb la seua carrera d'actriu i interpretà la cantant de blues Etta James en el musical biogràfic Cadillac Records. La seua interpretació rebé bones crítiques i vàries nominacions, com ara una als guardons Satellite a la Millor actriu de repartiment i als guardons Image Award de la NAACP, també a la Millor actriu de repartiment. Beyoncé donà el seu salari íntegre a Phoenix House, una organització de centres de rehabilitació per a addictes a la heroïna als Estats Units. El 29 de gener de 2009, Beyoncé interpretà At Last al ball inaugural del president Barack Obama i la primera dama Michelle Obama. Beyoncé també va participar en la pel·lícula Obsessed, on hi actuà junt amb Ali Larter i Idris Elba. Hi interpretava la Sharon Charles, una dona que veu com la seua família és amenaçada per l'assetjadora del seu marit. Tot i que la pel·lícula va rebre crítiques negatives, aconseguí uns ingressos notables als Estats Units, on hi recaptà 68 milions de dòlars (60 més que Cadillac Records), en comparació amb un pressupost de 20 milions. L'escena de la baralla final entre Sharon i el personatje interpretat per Ali Larter guanyà el MTV Movie Awards de 2010 a la Millor baralla.
Als premis Grammy de 2010, Beyoncé va assolir deu nominacions, incloent-hi Àlbum de l'any per I Am... Sasha Fierce, Gravació de l'any per Halo i Cançó de l'any per Single Ladies (Put a Ring on It), entre d'altres. Les deu nominacions suposaren un nou rècord i va esdevindre la segona artista femenina en aconseguir més nominacions en un sol any, juntament amb Lauryn Hill. Beyoncé guanyà sis dels deu guardons als que hi estava nominada, i trencà el rècord que havia assolit als Grammy de 2004 com a artista femenina més guardonada en una sola cerimònia. Al 2010, Beyoncé col·laborà a la cançó Telephone de Lady Gaga i hi aparegué al vídeo musical. La cançó arribà al número u de la llista de pop dels Estats Units, esdevingué el sisè número u tant per a Beyoncé com per a Gaga, i les va igualar amb Mariah Carey com a artistes amb més números u des que la llista Nielsen dels 40 principals es va llançar al 1992. Telephone va rebre un premi Grammy com a Millor col·laboració de pop amb vocalista.
Poc després, Beyoncé va anunciar que es prenia una temporada sabbàtica de la música a partir de gener del 2010, fent cas a sa mare, qui li havia aconsellat que "visquera la vida i trobara inspiració". Durant el descans, Beyoncé i son pare trencaren la seua col·laboració empresarial.

### 2011-2013:4i documental
El 26 de juny de 2011, Beyoncé esdevingué la primera artista femenina en solitari en tocar com a cap de cartell al Pyramid, l'escenari principal del festival de Glastonbury, des de feia més de 20 anys. El seu quart àlbum d'estudi, 4, es va publicar dos dies després als Estats Units. Aquest va vendre 310.000 còpies en una setmana i debutà en el número u de la llista Billboard 200, pel que esdevingué el quart àlbum número u consecutiu de la cantant texana. L'àlbum va estar precedit de dos dels seus senzills: Run the World (Girls) i Best Thing I Never Had. El quart senzill, Love on Top, passà set setmanes consecutives al número u de la llista de R&B i hip-hop, i arribà al número 20 de la llista Billboard Hot 100, el número més alt que assolí. De 4 s'hi van seleccionar quatre singles més: Party, Countdown, I Care i End of Time. El mateix any, "Eat, Play, Love", una peça escrita per Beyoncé on hi relatava el seu ascens a la fama el 2010, guanyà un guardó d'escriptura atorgat per l'Associació Novaiorquesa de Periodistes Negres. A finals del 2011, va fer quatre recitals durant quatre nits el Roseland Ballroom de Nova York. Als concerts "4 Intimate Nights with Beyoncé" ("Quatre vetllades íntimes amb Beyoncé") va interpretar el seu àlbum 4 davant un públic de peu, sense seients. L'1 d'agost de 2011, l'àlbum va aconseguir la certificació de platí de l'Associació de la Indústria Discogràfica dels Estats Units (RIAA) per haver lliurat 1 milió de còpies físiques als distribuïdors minoristes. Al desembre de 2015, l'àlbum havia assolit unes vendes d'1,5 milions de còpies als EUA. L'àlbum va sobrepassar els mil milions de reproduccions a Spotify el 5 de febrer de 2018, cosa que convertí la Beyoncé en la primera artista femenina amb tres àlbums amb més de mil milions de reproduccions cadascun.
El juny de 2012, Beyoncé va donar quatre recitals durant quatre nits a l'Ovation Hall de Revel a Atlantic City per celebrar la inauguració del recinte. Aquestes foren les seues primeres actuacions des del naixement de la seua primogènita, Blue Ivy.
El gener de 2013, Destiny's Child publicà Love Songs, un recopilatori de cançons romàntiques dels seus anteriors àlbums, que incloia una cançó nova, Nuclear. Beyoncé va interpretar l'himne nacional americà amb una pista pregravada en la segona presa de possessió del president Obama, a Washington DC. Al mes següent, Beyoncé actuà al descans de la Super Bowl XLVII, celebrada al Mercedes-Benz Superdome de Nova Orleans. L'actuació és el segon moment més tuitejat de la història, amb 268.000 tuits per minut. Als 55ns Premis Grammy, Beyoncé va guanyar el guardó de millor Actuació tradicional d'R&B pel seu tema Love on Top. El seu documental, Life is But a Dream, s'estrenà a HBO el 16 de febrer de 2013. El film va ser codirigit per la mateixa Beyoncé.

### 2013-2015:Beyoncé

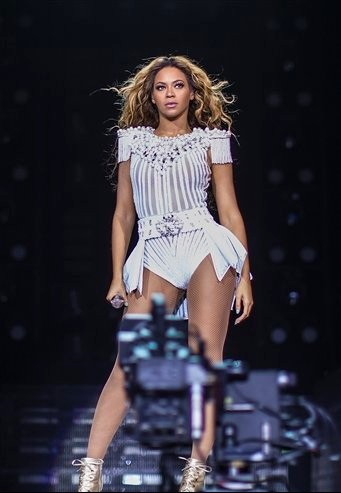
Beyoncé actuant durant la gira The Mrs. Carter Show World Tour el 2013. La gira és una de les més taquilleres de la dècada.

Beyoncé encetà la gira musical The Mrs. Carter Show World Tour el 15 d'abril de 2013 a Belgrad, Sèrbia; va fer 132 dates i acabà el març de 2014. Esdevingué la gira més exitosa de la seua carrera i una de les de major èxit de tota la història. El maig, publicà la versió del tema Back to Black, d'Amy Winehouse, en col·laboració amb el cantant André 3000 per a la banda sonora de la pel·lícula El Gran Gatsby. Beyoncé va doblar a la Reina Tara a la pel·lícula de dibuixos animats en 3D Epic, estrenada el 24 de maig per la 20th Century Fox, i n'enregistrà una de les cançons de la banda sonora, Rise Up, coescrita per Sia.
El 13 de desembre de 2013, Beyoncé va llançar inesperadament el seu cinquè àlbum d'estudi homònim a l'iTunes Store sense cap anunci ni promoció previ. L'àlbum va debutar a la part superior de la llista Billboard 200, donant a Beyoncé el seu cinquè àlbum número u consecutiu als Estats Units. Això la va convertir en la primera dona en la història de les llistes a debutar els seus cinc primers àlbums d'estudi al número u. Beyoncé va rebre l'aclamació de la crítica i l'èxit comercial, venent un milió de còpies digitals a tot el món en sis dies; Musicalment un àlbum d'electro-R&B, tracta temes més foscos fins ara inexplorats en el seu treball, com ara "bulímia, depressió postnatal i les pors i les inseguretats del matrimoni i de la maternitat”. El senzill "Drunk in Love", amb Jay-Z, va assolir el número dos a la llista Billboard Hot 100.
L'abril de 2014, Beyoncé i Jay-Z van anunciar oficialment la seva gira On the Run. Va ser la primera gira junts per l'estadi co-cap de cartell de la parella. El 24 d'agost de 2014, va rebre el "Michael Jackson Video Vanguard Award" als MTV Video Music Awards 2014. Beyoncé també va guanyar tres premis competitius: el millor vídeo amb missatge social i la millor fotografia per "Pretty Hurts", així com la millor col·laboració per "Drunk in Love". Al novembre, Forbes va informar que Beyoncé va ser la dona amb més guanys de la música per segon any consecutiu: va guanyar 115 milions de dòlars l'any, més del doble dels seus ingressos el 2013.
Beyoncé es va reeditar amb material nou com a part d'una caixa d'edició de platí. Segons la Federació Internacional de la Indústria Fonogràfica (IFPI), en els últims 19 dies del 2013, l'àlbum va vendre 2,3 milions d'unitats a tot el món, convertint-se en el desè àlbum més venut del 2013. L'àlbum també es va convertir en el vintè àlbum més venut del 2014. Al novembre de 2014, Beyoncé ha venut més de 5 milions de còpies a tot el món i ha generat més de 1.000 milions de reproduccions, fins al març de 2015.
A la 57a edició dels premis Grammy al febrer de 2015, Beyoncé va ser nominada a sis premis, i finalment en va guanyar tres: Millor interpretació de R&B i Millor cançó de R&B per "Drunk in Love", i Millor àlbum de so envoltant per Beyoncé. Va ser nominada a l'Àlbum de l'Any, però el premi va ser per a Beck pel seu àlbum Morning Phase.

## 2016–2018: llimonada i tot és amor

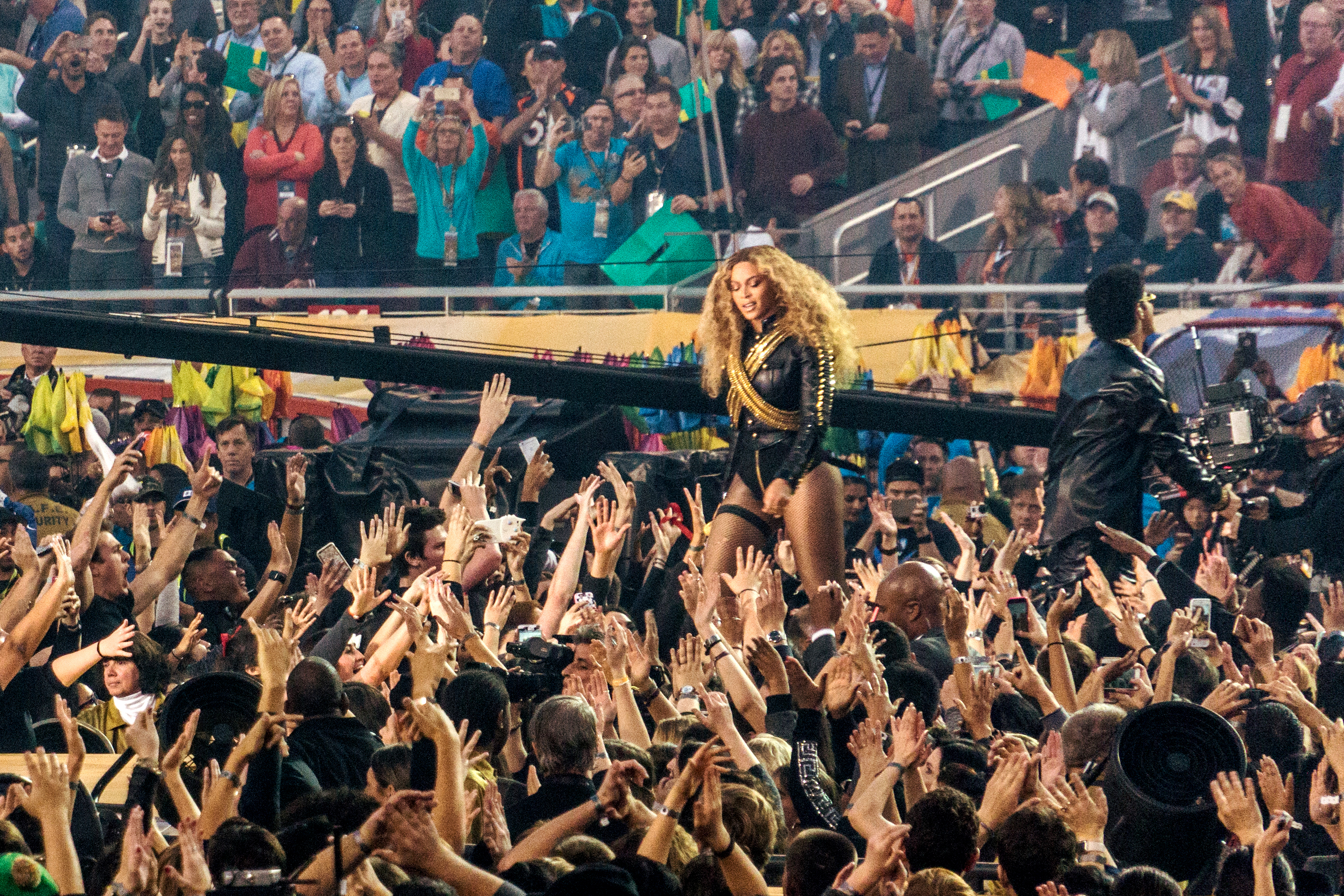
Beyoncé actuant al costat de Bruno Mars a la mitja part de l'espectacle de la Super Bowl 50, el febrer de 2016

El 6 de febrer de 2016, Beyoncé va llançar "Formation" i el seu vídeo musical que l'acompanya exclusivament a la plataforma de reproducció de música Tidal; la cançó es va posar a la seva disposició per descarregar-se gratuïtament. Va interpretar "Formation" en directe per primera vegada durant l'espectacle de mig temps del Super Bowl 50 de la NFL. L'aparició va ser considerada controvertida, ja que semblava fer referència al 50è aniversari del Partit Pantera Negra i la NFL prohibeix les declaracions polítiques en les seves actuacions. Immediatament després de l'actuació, Beyoncé va anunciar "The Formation World Tour", que destacava parades tant a Amèrica del Nord com a Europa. Va acabar el 7 d'octubre, amb Beyoncé fent sortir el seu marit Jay-Z, Kendrick Lamar i Serena Williams per a l'últim espectacle. La gira va guanyar la gira de l'any als 44è American Music Awards.
L'abril de 2016, Beyoncé va llançar un clip teaser per a un projecte anomenat Lemonade. Una pel·lícula d'una hora que es va emetre a HBO el 23 d'abril, un àlbum corresponent amb el mateix títol es va estrenar el mateix dia exclusivament a Tidal. Lemonade va debutar al número u del Billboard 200 dels Estats Units, fent de Beyoncé el primer acte de la història de Billboard que debutava els seus primers sis àlbums d'estudi a la part superior de la llista; va batre un rècord anteriorment empatat amb DMX el 2013. Amb les 12 cançons de Lemonade debutant a la llista Billboard Hot 100, Beyoncé també es va convertir en la primera dona a presentar 12 o més cançons al mateix temps.
Lemonade es va emetre 115 milions de vegades a través de Tidal, establint un rècord per a l'àlbum més reproduït en una setmana per una artista femenina de la història. Va ser el tercer àlbum més venut del 2016 als Estats Units amb 1,554 milions de còpies venudes durant aquest període al país, així com l'àlbum més venut a tot el món amb vendes globals de 2,5 milions durant tot l'any. El juny de 2019, Lemonade va rebre la certificació 3 × platí, després d'haver venut fins a 3 milions d'unitats equivalents a àlbums només als Estats Units.

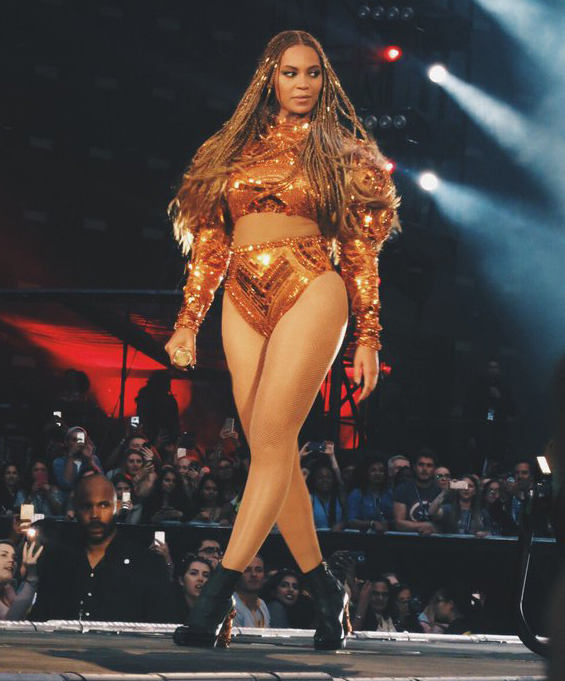
Beyoncé actuant durant The Formation World Tour el 2016. La gira va recaptar 256 milions de dòlars a partir de 49 espectacles exhaurits.

Lemonade es va convertir en el seu treball més aclamat per la crítica fins ara, rebent l'aclamació universal segons Metacritic, un lloc web que recull crítiques de crítics de música professionals. Diverses publicacions musicals van incloure l'àlbum entre les millors del 2016, inclosa Rolling Stone, que va situar Lemonade al número u. Les imatges de l'àlbum van ser nominades en 11 categories als MTV Video Music Awards 2016, la més rebuda per Beyoncé en un sol any, i van guanyar 8 premis, inclòs el Vídeo de l'any per "Formation". Les vuit victòries van fer de Beyoncé l'artista més premiada de la història dels VMA (24), superant a Madonna (20). Beyoncé va ocupar el sisè lloc per a la Persona de l'any 2016 de la revista Time.
El gener de 2017, es va anunciar que Beyoncé encapçalaria el Festival de Música i Arts de Coachella. Això convertiria a Beyoncé en la segona cap de cartell femenina del festival des que es va fundar el 1999. Més tard es va anunciar el 23 de febrer de 2017 que Beyoncé ja no podria actuar al festival a causa de les preocupacions del metge pel que fa al seu embaràs. Els propietaris del festival van anunciar que, en canvi, encapçalarà el festival de 2018. Després de l'anunci de la sortida de Beyoncé de l'alineació del festival, els preus de les entrades van baixar un 12%. A la 59a edició dels premis Grammy el febrer de 2017, Lemonade va liderar les nominacions amb nou, incloent l'àlbum, el disc i la cançó de l'any per a Lemonade i "Formation" respectivament. i finalment va guanyar dos, Millor àlbum urbà contemporani per Lemonade i Millor vídeo musical per "Formation". Adele, després de guanyar el seu Grammy a l'Àlbum de l'Any, va declarar que Lemonade era monumental i més mereixedora.
El setembre de 2017, Beyoncé va col·laborar amb J Balvin i Willy William, per llançar un remix de la cançó "Mi Gente". Beyoncé va donar tots els ingressos de la cançó a organitzacions benèfiques d'huracà per als afectats per l'huracà Harvey i l'huracà Irma a Texas, Mèxic, Puerto Rico i altres illes del Carib. El 10 de novembre, Eminem va llançar "Walk on Water" amb Beyoncé com a senzill principal del seu àlbum Revival. El 30 de novembre, Ed Sheeran va anunciar que Beyoncé figuraria en el remix de la seva cançó "Perfect". "Perfect Duet" es va publicar l'1 de desembre de 2017. La cançó va assolir el número u als Estats Units, convertint-se en la sisena cançó de Beyoncé de la seva carrera en solitari en fer-ho.
El 4 de gener de 2018, es va publicar el vídeo musical de la col·laboració de 4:44 de Beyoncé i Jay-Z, "Family Feud". Va ser dirigit per Ava DuVernay. L'1 de març de 2018, DJ Khaled va llançar "Top Off" com el primer senzill del seu proper àlbum Father of Asahd amb Beyoncé, el marit Jay-Z i Future. El 5 de març de 2018, es va filtrar una gira conjunta amb el marit de Knowles, Jay-Z, a Facebook. Més tard es va retirar la informació sobre la gira. La parella va anunciar la gira conjunta oficialment com On the Run II Tour el 12 de març i simultàniament va publicar un tràiler de la gira a YouTube.
El 14 d'abril de 2018, Beyoncé va tocar el primer dels dos caps de setmana com a protagonista del Festival de Música de Coachella. La seva actuació del 14 d'abril, a la qual van assistir 125.000 assistents al festival, va ser immediatament elogiada, amb diversos mitjans de comunicació que la van descriure com a històrica. L'actuació es va convertir en l'actuació més tuitejada del cap de setmana, així com l'actuació en directe de Coachella més vista i l'actuació en directe més vista a YouTube de tots els temps. L'espectacle va retre homenatge a la cultura negra, concretament a col·legis i universitats històricament negres i va comptar amb una banda en directe amb més de 100 ballarins. Destiny's Child també es va reunir durant l'espectacle.
El 6 de juny de 2018, Beyoncé i el seu marit Jay-Z van iniciar la gira On the Run II a Cardiff, Regne Unit. Deu dies després, a la seva darrera actuació a Londres, la parella va presentar Everything Is Love, el seu àlbum d'estudi conjunt, acreditat amb el nom de The Carters, i inicialment disponible exclusivament a Tidal. La parella també va llançar el vídeo del senzill principal de l'àlbum, "Apeshit", al canal oficial de YouTube de Beyoncé. Everything Is Love va rebre crítiques generalment positives, i va debutar al número dos del Billboard 200 dels Estats Units, amb 123.000 unitats equivalents a àlbums, de les quals 70.000 eren vendes d'àlbums purs. El 2 de desembre de 2018, Beyoncé juntament amb Jay-Z van encapçalar el Global Citizen Festival: Mandela 100 que es va celebrar al FNB Stadium de Johannesburg, Sud-àfrica. La seva actuació de 2 hores va tenir conceptes similars al "On the Run II Tour" i Beyoncé va ser elogiada pels seus vestits, que van rendir homenatge a la diversitat d'Àfrica.

## 2019–2021: Homecoming, The Lion King i Black Is King

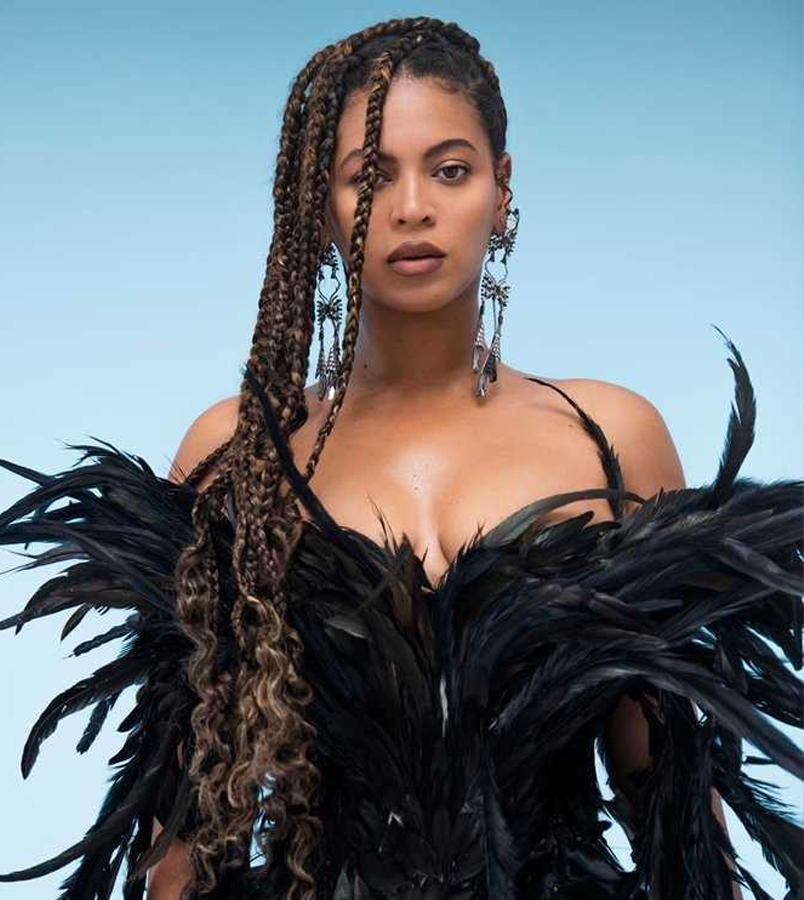
Beyoncé Black Is King Still

Homecoming, un documental i una pel·lícula de concerts centrats en les actuacions històriques de Beyoncé a Coachella el 2018, va ser llançat per Netflix el 17 d'abril de 2019. La pel·lícula va anar acompanyada de l'àlbum sorpresa en directe Homecoming: The Live Album. Més tard es va informar que Beyoncé i Netflix havien signat un acord de 60 milions de dòlars per produir tres projectes diferents, un dels quals és Homecoming. Homecoming va rebre sis nominacions als 71st "Primetime Creative Arts Emmy Awards".
Beyoncé va interpretar la veu de Nala al remake de The Lion King (El rei lleó), que es va estrenar el juliol del 2019. Beyoncé apareix a la banda sonora de la pel·lícula, estrenada l'11 de juliol de 2019, amb un remake de la cançó "Can You Feel the Love Tonight" al costat de Donald Glover, Billy Eichner i Seth Rogen, que va ser composta originalment per Elton John. Una cançó original de la pel·lícula de Beyoncé, "Spirit", va ser llançada com a senzill principal tant de la banda sonora com de "The Lion King: The Gift", un àlbum complementari llançat juntament amb la pel·lícula, produït i comissariat per Beyoncé.
Beyoncé va anomenar "The Lion King: The Gift" un "cinema sonor". Va afirmar que l'àlbum està influenciat per tot, des de R&B, pop, hip hop i Afrobeat. Les cançons van ser produïdes per productors africans, que Beyoncé va dir perquè "l'autenticitat i el cor eren importants per [ella]", ja que la pel·lícula està ambientada a l'Àfrica. El setembre del mateix any, es va emetre a l'ABC un documental que narrava el desenvolupament, la producció i el rodatge del vídeo musical antic de "The Lion King: The Gift" titulat "Beyoncé Presents: Making The Gift".
El març de 2020, una fotografia que Beyoncé va capturar de la seva piscina es va utilitzar com a portada de l'àlbum de debut molt esperat del raper Jay Electronica, "A Written Testimony". A l'abril del mateix any, Beyoncé va aparèixer en el remix de la cançó "Savage" de Megan Thee Stallion, marcant el seu primer material musical de l'any. La cançó va assolir el número u en el Billboard Hot 100, marcant l'onzena cançó de Beyoncé a fer-ho en tots els grups. El 19 de juny de 2020, Beyoncé va llançar el senzill benèfic sense ànim de lucre "Black Parade". El 23 de juny, va seguir el llançament de la seva versió d'estudi amb una versió a capella exclusivament a Tidal. "Black Is King", un àlbum visual basat en la música de "The Lion King: The Gift", es va estrenar mundialment a Disney+ el 31 de juliol de 2020. Produït per Disney i "Parkwood Entertainment", la pel·lícula va ser escrita, dirigida i produïda de manera executiva per Beyoncé. La pel·lícula va ser descrita per Disney com "una memòria de celebració per al món sobre l'experiència dels negres". Beyoncé va rebre la majoria de nominacions (9) a la 63a edició dels premis Grammy i la majoria de premis (4), fet que la va convertir en la cantant més premiada, l'artista femenina més premiada i la segona artista més premiada de la història dels Grammy.
Beyoncé va escriure i gravar una cançó titulada "Be Alive" per a la pel·lícula dramàtica biogràfica King Richard. Va rebre la seva primera nominació a l'Acadèmia a la Millor Cançó Original als 94è Premis de l'Acadèmia per la cançó, juntament amb el coguionista DIXSON.

## 2022-present: Renaixement

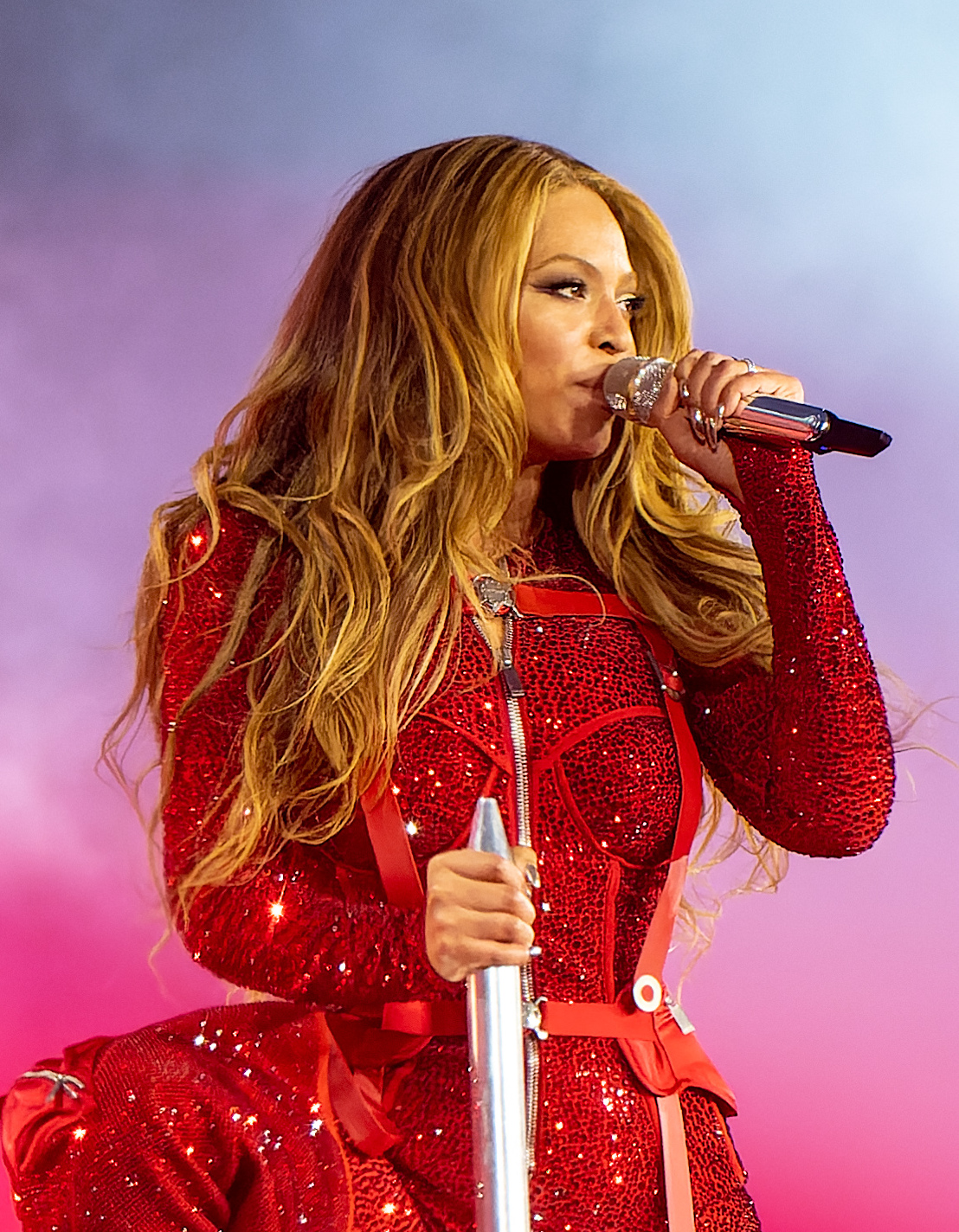
Beyoncé actuant a la Renaissance World Tour

El 9 de juny de 2022, Beyoncé va eliminar les seves fotos de perfil a diverses plataformes de xarxes socials, provocant especulacions que llançaria música nova. Dies després, Beyoncé va provocar més especulacions a través del seu compte de Twitter de BeyGood sense ànim de lucre, deixant entreveure el seu proper setè àlbum d'estudi. El 15 de juny de 2022, Beyoncé va anunciar oficialment el seu setè àlbum d'estudi, titulat "Renaissance". L'àlbum es va publicar el 29 de juliol de 2022. El primer senzill de "Renaissance", "Break My Soul", va ser llançat el 20 de juny de 2022. La cançó es va convertir en el 20è single de Beyoncé al top ten del Billboard Hot 100, i en fer-ho, Beyoncé es va unir a Paul McCartney i Michael Jackson com els únics artistes de la història de Hot 100 a aconseguir almenys vint top tens com a artista solista i deu com a membre. d'un grup.
Un cop alliberat, "Renaissance" va rebre l'aclamació universal de la crítica. Renaissance va debutar al número u de la llista Billboard 200, i en fer-ho, Beyoncé es va convertir en la primera artista femenina que va debutar els seus set primers àlbums d'estudi al número u als Estats Units. "Break My Soul" va pujar simultàniament al número 1 del Billboard Hot 100, convertint-se en la dotzena cançó a fer-ho al llarg de la seva discografia de carrera.
La cançó "Heated", que va ser escrita conjuntament amb el raper canadenc Drake, incloïa originalment la lletra "Spazzin' on that ass / spazz on that ass". Els crítics, entre ells diverses organitzacions benèfiques i activistes per a persones amb discapacitat, van argumentar que la paraula "spaz" representava un terme despectiu per a la diplegia espàstica, una forma de paràlisi cerebral. En resposta, l'agost de 2022, un representant de Beyoncé va emetre un comunicat i va explicar que "La paraula, no utilitzada intencionadament de manera nociva, seria substituïda".
El 21 de gener de 2023, Beyoncé va actuar a Dubai en un espectacle privat. L'actuació, que va ser el seu primer concert complet en més de quatre anys, es va oferir a un públic d'influencers i periodistes. S'ha informat que Beyoncé va pagar 24 milions de dòlars per actuar. Beyoncé va fer front a crítiques per la seva decisió d'actuar als Emirats Àrabs Units, on l'homosexualitat és il·legal. L'1 de febrer, Beyoncé va anunciar el "Renaissance World Tour" amb dates a Amèrica del Nord i Europa. El 28 de juliol, Beyoncé va aparèixer a "Delresto (Echoes)", el segon senzill de l'àlbum Utopia del raper Travis Scott, i finalment es va convertir en la seva aparició número 100 a la llista Billboard Hot 100 (que inclou "Destiny's Child", la seva carrera en solitari i el duet musical The Carters).

## Artística
Amb "Single Ladies", és evident que m'acabo de casar i la gent es vol casar cada dia; després va haver-hi tot el tema de Justin Timberlake [recreant el vídeo] a Saturday Night Live, i també va ser l'any que YouTube va explotar. . Amb "Irreplaceable", les lletres agressives, la guitarra acústica i la caixa de tambors 808, aquestes coses no solen anar juntes, i sonava fresc. "Crazy in Love" va ser un altre d'aquells moments clàssics de la cultura pop que cap de nosaltres esperàvem. Li vaig demanar a Jay que s'encarregués de la cançó la nit abans que hagués de lliurar el meu àlbum, gràcies a Déu que ho va fer. Encara no envelleix mai, per moltes vegades que el canti.
--Beyoncé--

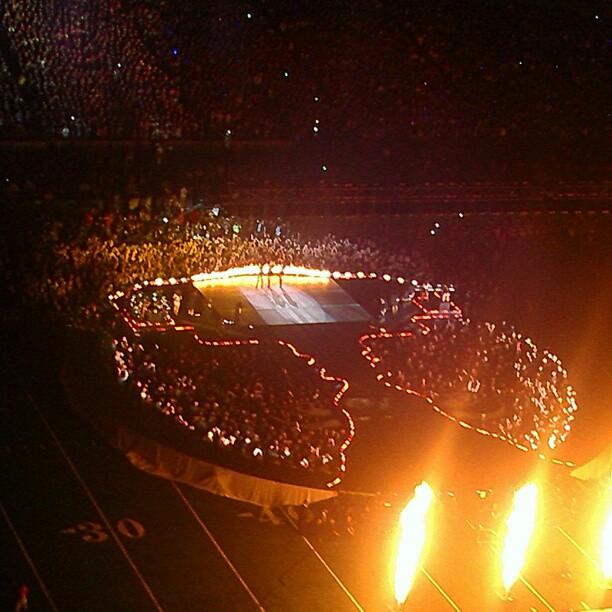
Beyoncé al Show at Super Bowl 2013

El tipus de veu de Beyoncé està classificat com a mezzosoprano Coloratura. Jody Rosen destaca el seu to i timbre com a particularment distintius, descrivint la seva veu com "un dels instruments més convincents de la música popular". Les seves habilitats vocals fan que se l'identifiqui com la peça central de "Destiny's Child". Jon Pareles, del The New York Times, va comentar que la seva veu és "vellutada però agria, amb un aleteig insistent i reserves d'ànima". Rosen assenyala que l'era del hip hop va influir molt en l'estil vocal rítmic únic de Beyoncé, però també la troba força tradicionalista en l'ús de la balada, el gospel i el falset.
Altres crítics lloen el seu abast i poder, amb Chris Richards de The Washington Post dient que era "capaç de marcar qualsevol ritme amb xiuxiueigs que induïen la pell de gallina o rugits de diva complets". A la llista de 2023 de Rolling Stone. Els 200 millors cantants de tots els temps, Beyoncé va ocupar el lloc número 8, amb la publicació assenyalant que "en [la seva] veu hi ha tota la història de la música negra".
La música de Beyoncé és generalment R&B, pop i hip hop però també incorpora soul i funk a les seves cançons. 4 va demostrar l'exploració de Beyoncé del R&B a l'estil dels anys 90, així com un ús més gran del soul i el hip hop que en comparació amb els llançaments anteriors. Tot i que gairebé exclusivament publica cançons en anglès, Beyoncé va gravar diverses cançons espanyoles per a "Irreemplazable" (regravaments de cançons de B'Day per a un públic en llengua espanyola) i la reedició de B'Day. Per gravar-los, Beyoncé va ser entrenada fonèticament pel productor discogràfic nord-americà Rudy Perez.

## Composició de cançons
Beyoncé ha rebut crèdits de coescriptura per a la majoria de les seves cançons. Pel que fa a la seva manera d'abordar la composició de cançons col·laboratives, Beyoncé va explicar:
"M'encanta estar al costat de grans escriptors perquè trobo que moltes de les coses que vull dir, no les articulo tan bé com potser Amanda Ghost, així que jo vull seguir col·laborant amb escriptors, i m'encanten els clàssics i vull assegurar-me que d'aquí a uns anys la cançó segueixi sent una cosa rellevant."
 Les seves primeres cançons amb Destiny's Child eren composicions personalment impulsades i temàtiques d'empoderament femení com "Independent". Women" i "Survivor", però després de l'inici de la seva relació amb Jay-Z, va fer la transició a himnes més humans com "Cater 2 U".
El procés d'escriptura de cançons de Beyoncé també és conegut per combinar parts de diferents temes, donant lloc a l'alteració de les estructures de les cançons. Sia, que va coescriure "Pretty Hurts", va anomenar Beyoncé "molt Frankenstein quan es tracta de cançons"; Diana Gordon, que va coescriure "Don't Hurt Yourself" la va anomenar "científica de cançons"; Caroline Polachek, que va coescriure "No Angel", la va anomenar "una escriptora i productora genial per aquest motiu. És tan bona per veure les connexions".
El 2001, es va convertir en la primera dona negra i la segona lletrista a guanyar el premi "Pop Songwriter of the Year als ASCAP Pop Music Awards". Beyoncé va ser la tercera dona que va escriure crèdits en tres cançons número u ("Irreplaceable", "Grillz" i "Check on It") el mateix any, després de Carole King el 1971 i Mariah Carey el 1991. Està empatada amb La lletrista nord-americana Diane Warren ocupa la tercera posició amb nou crèdits de composició en els senzills número u. Aquesta última va escriure la seva cançó motivada per l'11 de setembre "I Was Here" per a 4. El maig de 2011, la revista Billboard va incloure a Beyoncé al número 17 de la seva llista dels 20 millors compositors Hot 100 per haver co-escrit vuit senzills que van arribar al número u de la llista Billboard Hot 100. Va ser una de les tres úniques dones d'aquesta llista, juntament amb Alicia Keys i Taylor Swift.

## Influències
Beyoncé anomena Michael Jackson com la seva principal influència musical. A l'edat de cinc anys, Beyoncé va assistir al seu primer concert on Jackson va actuar i ella afirma haver complert el seu propòsit. Quan li va lliurar un premi tribut als World Music Awards el 2006, Beyoncé va dir: "si no fos per Michael Jackson, mai no hauria actuat". Beyoncé va estar molt influenciada per Tina Turner, que ella va dir 
"Tina Turner és algú a qui admiro, perquè va fer que la seva força fos femenina i sexy".
Ella admira Diana Ross com una "animadora integral", i Whitney Houston, de qui va dir que "em va inspirar a pujar allà i fer el que va fer". Beyoncé va citar Madonna com a influència. "no només pel seu estil musical, sinó també pel seu sentit empresarial", dient que volia "seguir els passos de Madonna i ser una potència i tenir el meu propi imperi". També acredita el cant de Mariah Carey. i la seva cançó "Vision of Love" la va influir per començar a practicar les execucions vocals de petita. Les seves altres influències musicals inclouen Rachelle Ferrell, Aaliyah, Janet Jackson, Prince, Shakira, Lauryn Hill,[282] Sade Adu Donna Summer, Mary J. Blige, Selena, Anita Baker i Toni Braxton.
Els temes de feminisme i empoderament femení del segon àlbum en solitari de Beyoncé, B'Day, es van inspirar pel seu paper a Dreamgirls i per la cantant Josephine Baker. Beyoncé va retre homenatge a Baker interpretant "Déjà Vu" al concert de Fashion Rocks de 2006 amb la faldilla mini-hula de la marca registrada de Baker adornada amb plàtans falsos. El tercer àlbum en solitari de Beyoncé, "I Am... Sasha Fierce", es va inspirar en Jay-Z i especialment en Etta James, la "audacia" de la qual va inspirar a Beyoncé a explorar altres gèneres i estils musicals. El seu quart àlbum en solitari, es va inspirar en Fela Kuti, R&B contemporani dels anys 90, Earth, Wind & Fire, DeBarge, Lionel Richie, Teena Marie, The Jackson 5, New Edition, Adele, Florence and the Machine i Prince.
Beyoncé ha afirmat que s'inspira personalment en Michelle Obama (la 44a Primera Dama dels Estats Units), dient "ella demostra que ho pots fer tot", i ha descrit Oprah Winfrey com "la definició d'inspiració i una forta També ha parlat de com Jay-Z és una inspiració contínua per a ella, tant amb el que descriu com el seu geni líric com en els obstacles que ha superat a la seva vida. Beyoncé ha expressat admiració per l'artista Jean-Michel Basquiat, publicant en una carta "el que trobo en l'obra de Jean-Michel Basquiat, ho busco cada dia en la música... és líric i cru". Beyoncé també va citar Cher com a inspiració de moda.

## Vídeos musicals i escenari

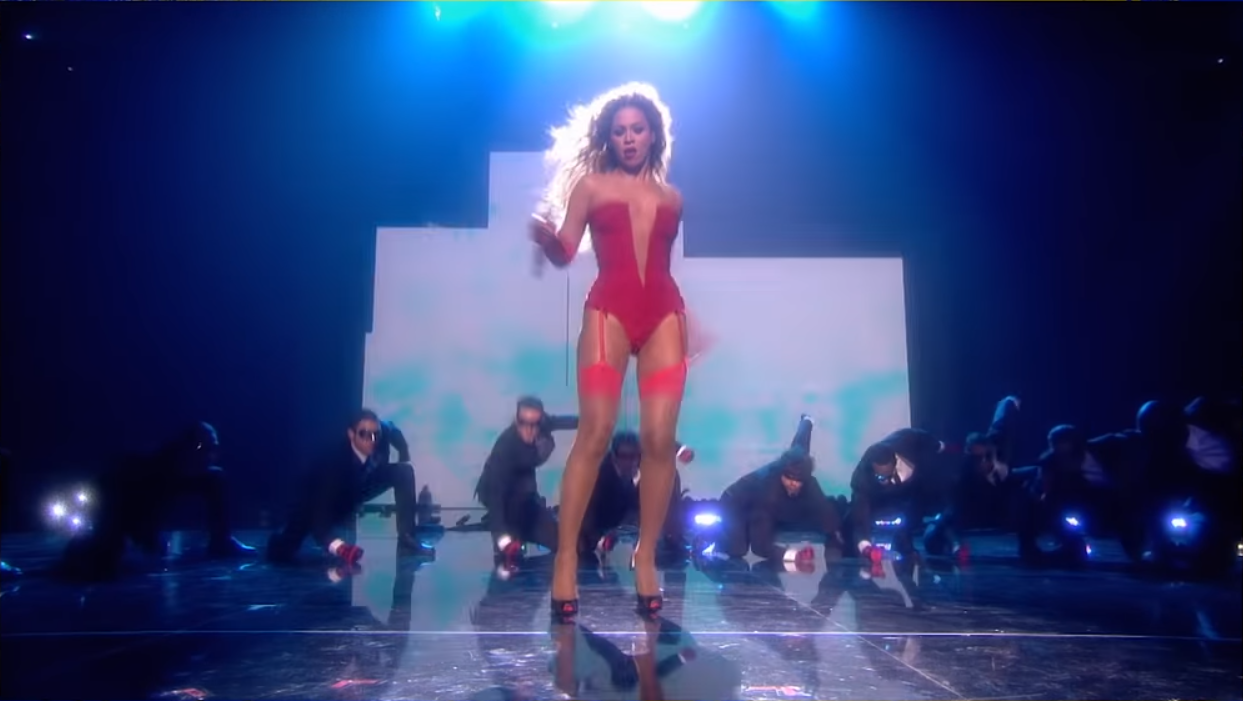
Beyoncé actuant durant els MTV Europe Music Awards 2009

El 2006, Beyoncé va presentar la seva banda de gira exclusivament femenina Suga Mama (també el nom d'una cançó a B'Day) que inclou baixistes, bateria, guitarristes, trompes, teclista i percussionistes. Els seus cantants de fons, The Mamas, estan formats per Montina Cooper-Donnell, Crystal Collins i Tiffany Moniqué Riddick. Van fer la seva aparició debut als Premis BET de 2006 i van tornar a aparèixer als vídeos musicals de "Irreplaceable" i "Green Light". La banda ha donat suport a Beyoncé en la majoria de les actuacions en directe posteriors, inclosa la seva gira de concerts de 2007 The Beyoncé Experience, I Am... Tour (2009–2010), The Mrs. Carter Show World Tour (2013–2014) i The Formation World Tour (2016).
Beyoncé ha rebut elogis per la seva presència a l'escenari i la seva veu durant les actuacions en directe. Segons Barbara Ellen de The Guardian, Beyoncé és l'artista femenina més responsable que ha vist a l'escenari, mentre que Alice Jones de The Independent va escriure que "es pren el seu paper d'animadora tan seriosament que és gairebé massa bona". L'ex. -El president de Def Jam L.A. Reid ha descrit Beyoncé com la millor animadora del món. Jim Farber del Daily News i Stephanie Classen de The StarPhoenix van lloar la seva veu forta i la seva presència escènica. Els vestits escènics de Beyoncé han rebut crítiques de molts països, com Malàisia, on ha ajornat o cancel·lat les actuacions a causa de les estrictes lleis del país que prohibeixen la revelació de vestits.

Beyoncé ha treballat amb nombrosos directors per als seus vídeos musicals al llarg de la seva carrera, com Melina Matsoukas, Jonas Åkerlund i Jake Nava. Bill Condon, director de La bella i la bèstia, va declarar que les imatges de Lemonade en particular van servir d'inspiració per a la seva pel·lícula, comentant:
"Mireu la brillant pel·lícula de Beyoncé, Lemonade, aquest gènere està prenent formes molt diferents... que aquest musical tradicional de la vella escola és una cosa que la gent torna a entendre i que realment vol."
Alter ego
Descrita com a "sexy, seductora i provocadora" quan actua a l'escenari, Beyoncé ha dit que originalment va crear l'alter ego "Sasha Fierce" per mantenir aquesta persona escènica separada de qui és realment. Va descriure Sasha com "massa agressiva, massa forta, massa descarada [i] massa sexy", afirmant: "No sóc com ella a la vida real". Sasha va ser concebuda durant la realització de "Crazy in". Love", i Beyoncé la va presentar amb el llançament del seu àlbum del 2008, I Am... Sasha Fierce. Al febrer de 2010, va anunciar en una entrevista a la revista Allure que estava prou còmoda amb ella mateixa com per no necessitar més a Sasha Fierce. No obstant això, Beyoncé va anunciar el maig de 2012 que la portaria de tornada per als seus espectacles "Revel Presents: Beyoncé Live", més tard, aquell mateix mes.

## Imatge pública

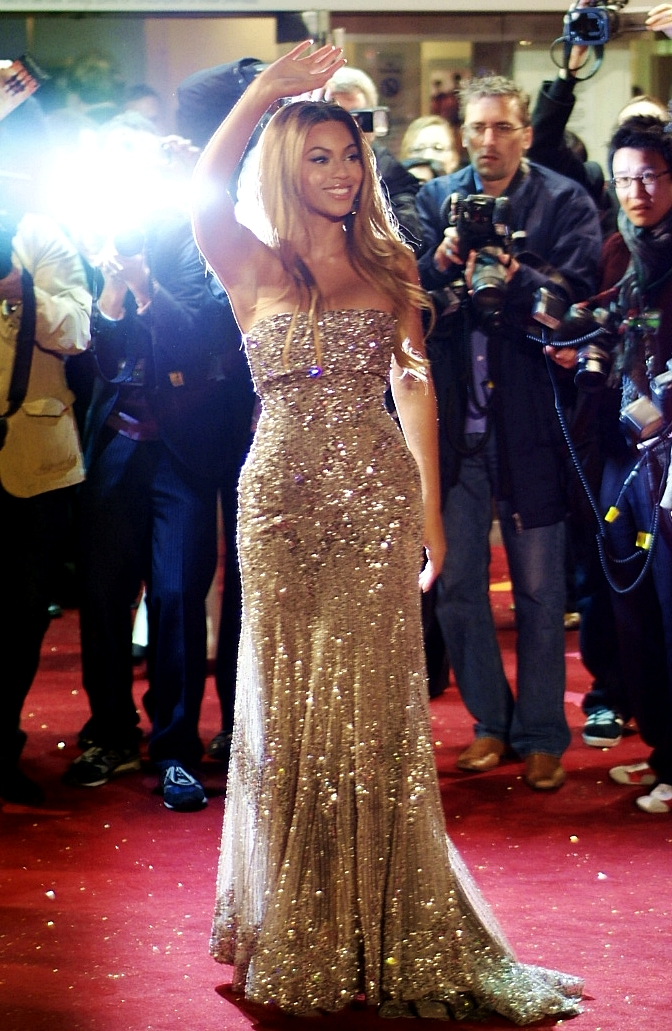
Beyoncé a l'estrena de la seva pel·lícula Dreamgirls del 2006

S'ha descrit que Beyoncé té un atractiu sexual ampli, amb la periodista musical Touré que va escriure que des del llançament de "Dangerously in Love", s'ha "convertit en un símbol sexual crossover". Fora de l'escenari, Beyoncé diu que, tot i que li agrada vestir-se sexy, el seu vestit a l'escenari "és absolutament per a l'escenari". A causa de les seves corbes i l'enganxós del terme, a la dècada de 2000, els mitjans de comunicació sovint van utilitzar el terme "bootylicious" (un acrònim de les paraules "botí" i "deliciós") per descriure Beyoncé, el terme popularitzat per el single homònim de "Destiny's Child". El 2006, es va afegir a l'Oxford English Dictionary.

El setembre de 2010, Beyoncé va fer el seu debut com a model de passarel·la a la desfilada de moda primavera/estiu 2011 de Tom Ford. [324] Va ser anomenada la "Dona més bella del món" per People i la "Cantant femenina més sexy de tots els temps" per Complex el 2012. El gener de 2013, GQ la va col·locar a la portada, destacant-la a la llista de les "100 dones més sexys del segle XXI". VH1 la va incloure al número 1 de la seva llista dels 100 artistes més sexys. Es troben diverses figures de cera de Beyoncé als museus de cera Madame Tussauds de les principals ciutats del món, com ara Nova York, Washington, D.C. Amsterdam, Bangkok, Hollywood i Sydney.
Segons el dissenyador de moda italià Roberto Cavalli, Beyoncé utilitza diferents estils de moda per treballar amb la seva música mentre actua. La seva mare va coescriure un llibre, publicat el 2002, titulat "Destiny's Style", un relat de com la moda va afectar l'èxit del trio. L'àlbum de vídeo de l'"Anthology B'Day" mostrava molts exemples d'imatges orientades a la moda, que representaven estils d'armari clàssics i contemporanis. El 2007, Beyoncé va aparèixer a la portada de "Sports Illustrated Swimsuit Issue", convertint-se en la segona dona afroamericana després de Tyra Banks, i la revista People va reconèixer Beyoncé com la celebritat més ben vestida.
Beyoncé ha estat nomenada "Queen Bey" per les publicacions al llarg dels anys. El terme és una referència a la frase comuna "abella reina", un terme utilitzat per al líder d'un grup de femelles. El sobrenom també es refereix a la reina d'un rusc, amb la seva base de fans anomenada "The BeyHive". El BeyHive s'anomenava anteriorment "The Beyontourage", (una combinació de Beyoncé i entorn), però es va canviar després de les peticions en línia a Twitter i els informes de notícies en línia durant les competicions.
El 2006, l'organització de drets dels animals "People for the Ethical Treatment of Animals" (PETA), va criticar Beyoncé per portar i utilitzar pell a la seva línia de roba "House of Deréon".
Emmett Price, professor de música a la "Northeastern University", va escriure el 2007 que pensava que la raça juga un paper en moltes crítiques a la imatge de Beyoncé, dient que les celebritats blanques que vesteixen de la mateixa manera no atrauen tants comentaris. El 2008, L'Oréal va ser acusada de blanquejar la seva pell als seus anuncis de color de cabell de la Feria, responent que "és categòricament fals" i el 2013, la mateixa Beyoncé va criticar H&M per la seva proposta de "retoc" de promocions d'imatges d'ella, i segons Vogue va demanar que només "s'utilitzin imatges naturals".

Beyoncé ha estat una defensora vocal del moviment "Black Lives Matter". El llançament de "Formation" el 6 de febrer de 2016, la va veure celebrar la seva herència, amb el vídeo musical de la cançó amb imatges pro-negre i, sobretot, una foto de grafiti de paret que diu "Stop shooting us". L'endemà del llançament de la cançó, la va interpretar a ls mitja part de l'espectacle de la Super Bowl del 2016 amb ballarins de suport vestits per representar la Black Panther Party (Partit Pantera Negra). Això va incitar a les crítiques de polítics i agents de policia, amb alguns policies que van boicotejar la propera gira mundial de formació de Beyoncé. Beyoncé va respondre a la reacció llançant productes de gira que deien "Boicot a Beyoncé", i més tard va aclarir el seu sentiment, dient:
"Qualsevol persona que percep el meu missatge com a antipolicial està completament equivocat, molta admiració i respecte pels oficials i les famílies dels oficials que es sacrifiquen per mantenir-nos segurs", va dir Beyoncé. "Però deixem-ho clar: estic en contra de la brutalitat i la injustícia policials. Són dues coses separades".

## Vida personal
Matrimoni i fills

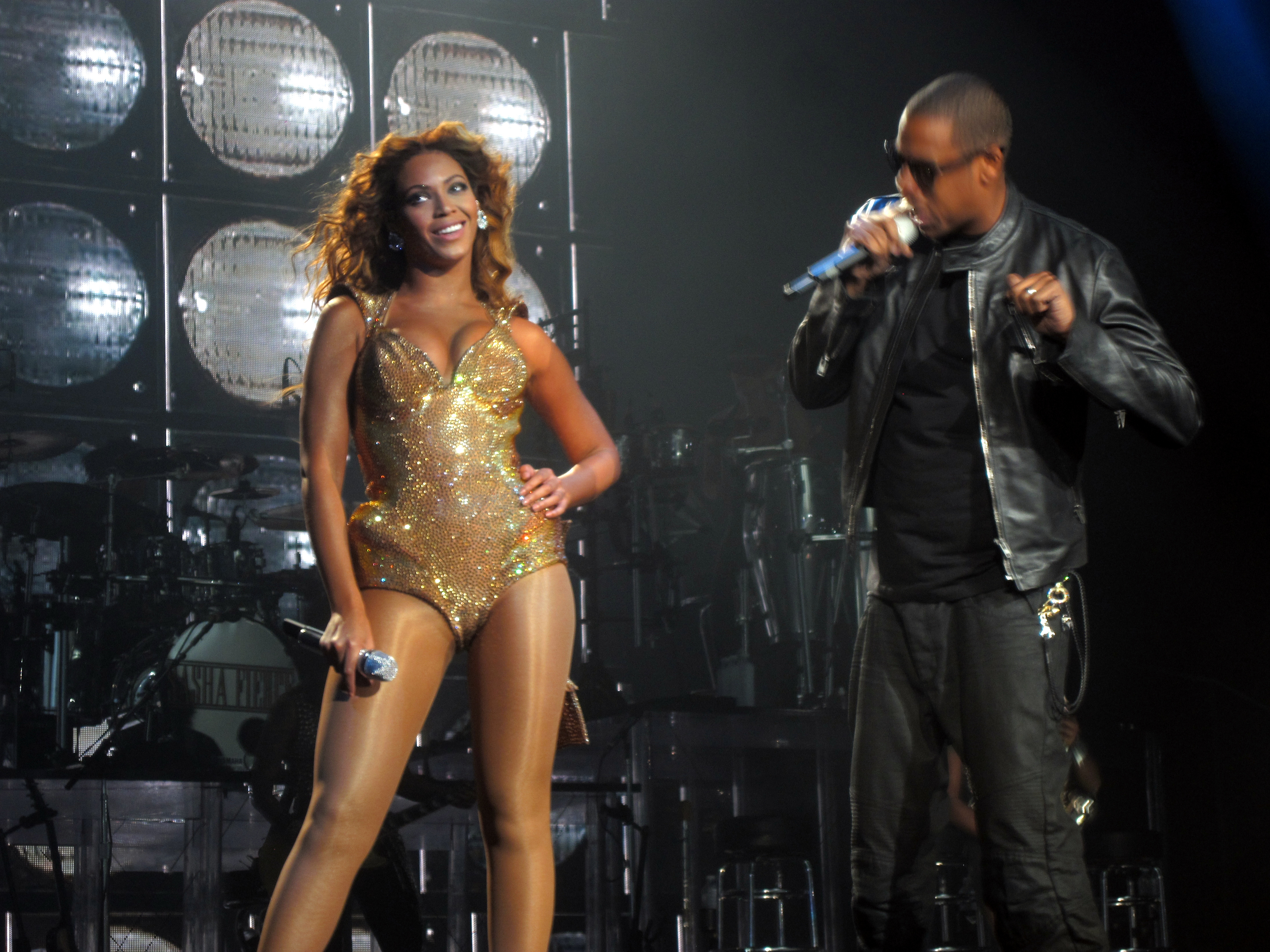
Beyoncé actuant a la gira I Am... amb Jay-Z, amb qui es va casar el 2008

El 2002, Beyoncé i Jay-Z van col·laborar en la cançó "'03 Bonnie & Clyde", que va aparèixer al seu setè àlbum "The Blueprint 2: The Gift & The Curse" (2002). Beyoncé va aparèixer com la xicota de Jay-Z al vídeo musical de la cançó, alimentant especulacions sobre la seva relació. El 4 d'abril de 2008, Beyoncé i Jay-Z es van casar sense publicitat. A l'abril de 2014, la parella havia venut un total de 300 milions de discos junts. Són coneguts per la seva relació privada, tot i que han semblat estar més relaxats des del 2013. Tots dos han reconegut les dificultats que van sorgir en el seu matrimoni després que Jay-Z tingués una aventura.
Beyoncé va patir un avortament involuntari al voltant de 2010 o 2011, descrivint-ho com "la cosa més trista" que havia patit mai. Va tornar a l'estudi i va escriure música per fer front a la pèrdua. L'abril de 2011, Beyoncé i Jay-Z van viatjar a París per rodar la portada de l'àlbum per a 4, i inesperadament es va quedar embarassada a París. A l'agost, la parella va assistir als MTV Video Music Awards 2011, en què Beyoncé va interpretar "Love on Top" i va acabar l'actuació revelant que estava embarassada. La seva aparició va ajudar als MTV Video Music Awards d'aquell any a convertir-se en l'emissió més vista de la història de MTV, aconseguint 12,4 milions d'espectadors; l'anunci va ser inclòs al "Guinness World Records" per "la majoria de tuits per segon gravats per a un sol esdeveniment" a Twitter, va rebre 8.868 tuits per segon i "Beyonce embarassada" va ser la frase més cercada a Google la setmana del 29 d'agost de 2011. El 7 de gener de 2012, Beyoncé va donar a llum una filla, Blue Ivy, a l'Hospital Lenox Hill de la ciutat de Nova York.
Després del llançament de Lemonade, que incloïa el senzill "Sorry", el 2016, van sorgir especulacions sobre la suposada infidelitat de Jay-Z amb una amant coneguda com "Becky". Jon Pareles a The New York Times va assenyalar que moltes de les acusacions estaven "apuntades de manera específica i reconeixible" contra ell. De la mateixa manera, Rob Sheffield de la revista Rolling Stone va assenyalar que les línies "Suck on my balls, I've had enough" eren un "indici inconfusible" que la lletra gira al voltant de Jay-Z.
L'1 de febrer de 2017, va revelar al seu compte d'Instagram que esperava bessons. El seu anunci va guanyar més de 6,3 milions de "m'agrada" en vuit hores, batent el rècord mundial de la imatge que més m'agradava al lloc web en aquell moment. El 13 de juliol de 2017, Beyoncé va penjar la primera imatge d'ella i dels bessons al seu compte d'Instagram, confirmant la seva data de naixement un mes abans, el 13 de juny de 2017, i la publicació es va convertir en la segona que més "m'agrada" a Instagram. darrere del seu propi anunci d'embaràs. Els bessons, una filla anomenada Rumi i un fill anomenat Sir, van néixer al ""Ronald Reagan UCLA Medical Center" a Califòrnia. Va escriure sobre el seu embaràs i les seves conseqüències al número de setembre de 2018 de Vogue, en què tenia el control total de la portada, rodada a Hammerwood Park pel fotògraf Tyler Mitchell.

## Activisme
Beyoncé va interpretar "America the Beautiful" a la inauguració presidencial del president Barack Obama el 2009, així com "At Last" durant el primer ball inaugural al "Neighborhood Ball" dos dies després. La parella va fer una recaptació de fons al Jay-Z's 40/40 Club a Manhattan per a la campanya presidencial del president Obama el 2012 que va recaptar 4 milions de dòlars. Beyoncé va votar per Obama a les eleccions presidencials de 2012. Va interpretar l'himne nacional nord-americà "The Star-Spangled Banner" en la seva segona inauguració el gener de 2013.

El Washington Post va informar el maig de 2015 que Beyoncé va assistir a una gran recaptació de fons de celebritats per a la candidata presidencial de 2016 Hillary Clinton. També va ser titular de Clinton en un concert celebrat el cap de setmana abans del dia de les eleccions de l'any següent. En aquesta actuació, Beyoncé i el seu seguici de ballarins de suport portaven vestits amb pantalons; una clara al·lusió al vestit habitual de Clinton. Els ballarins de suport també portaven samarretes "Estic amb ella", l'eslògan de campanya de Clinton. En un breu discurs en aquesta actuació, Beyoncé va dir:
"Vull que la meva filla creixi veient una dona dirigir el nostre país i sabent que les seves possibilitats són il·limitades".
Va avalar la candidatura de Beto O'Rourke durant els Estats Units del 2018. Eleccions al Senat a Texas.
El 2013, Beyoncé va declarar en una entrevista a Vogue que es considerava "una feminista moderna". Més tard es va alinear més públicament amb el moviment, mostrant "Tots haurem de ser feministes", un discurs pronunciat per l'autora nigeriana Chimamanda Ngozi Adichie en una xerrada TEDx l'abril de 2013, a la seva cançó "Flawless", publicada més tard aquell any. L'any següent va actuar en directe als MTV Video Awards davant d'un teló de fons gegant on es llegia "Feminista". La seva autoidentificació va provocar una circulació d'opinions i un debat sobre si el seu feminisme està alineat amb ideals feministes més antics i establerts. Annie Lennox, artista famosa i defensora feminista, es va referir a l'ús que feia Beyoncé de la seva paraula feminista com a "feminista lite".

Bell hooks va criticar a Beyoncé, referint-se a ella com una "terrorista" cap al feminisme, afectant de manera nociva el seu públic de noies joves. Adichie va respondre amb "el seu tipus de feminisme no és el meu, ja que és el tipus que, al mateix temps, dona molt d'espai a la necessitat dels homes". ella, referint-se que 
"més preocupant és la idea, a Feminism Lite, que els homes són naturalment superiors, però s'ha d'esperar que "tractin bé les dones" i "jutgem les dones poderoses amb més duresa que no pas els homes poderosos. I Feminism Lite permet això."
Beyoncé va respondre sobre la seva intenció utilitzant la definició de feminista amb la seva plataforma era "donar claredat al veritable significat" darrere d'això. Ella diu per entendre què és ser feminista,
"és molt senzill. És algú que creu en la igualtat de drets entre homes i dones".
Va defensar la igualtat d'oportunitats per als nens i nenes joves, homes i dones han de començar a entendre's. els dobles estàndards que segueixen sent persistents a les nostres societats i el tema s'han d'il·luminar en un esforç per començar a fer canvis.
També ha contribuït a la campanya Ban Bossy, que utilitza la televisió i les xarxes socials per fomentar el lideratge de les noies. Després de la identificació pública de Beyoncé com a feminista, es va qüestionar la naturalesa sexualitzada de les seves actuacions i el fet que va defensar el seu matrimoni.
El desembre de 2012, Beyoncé juntament amb una varietat d'altres celebritats es van unir i van produir una campanya de vídeo per a "Demand A Plan", un esforç bipartidista d'un grup de 950 alcaldes nord-americans i altres dissenyat per influir en el govern federal perquè replantegués el seu lleis de control d'armes, després del tiroteig de Sandy Hook Elementary School. Beyoncé va aprovar públicament el matrimoni entre persones del mateix sexe el 26 de març de 2013, després del debat de la Cort Suprema sobre la Proposició 8 de Califòrnia. Va parlar en contra de la Llei de privadesa i seguretat de les instal·lacions públiques de Carolina del Nord, un projecte de llei aprovat (i posteriorment derogat) que discriminava la comunitat LGBT en llocs públics en una declaració durant el seu concert a Raleigh com a part de la Formation World Tour el 2016.

Ha condemnat la brutalitat policial contra els negres nord-americans. Ella i Jay-Z van assistir a una manifestació el 2013 en resposta a l'absolució de George Zimmerman per l'assassinat de Trayvon Martin. La pel·lícula del seu sisè àlbum Lemonade incloïa les mares de Trayvon Martin, Michael Brown i Eric Garner, amb fotos dels seus fills al vídeo de "Freedom". En una entrevista de 2016 amb Elle, Beyoncé va respondre a la polèmica al voltant de la seva cançó "Formation", que es va percebre com crítica amb la policia. Ella va aclarir: 
"Estic en contra de la brutalitat i la injustícia policials. Són dues coses separades. Si celebrar les meves arrels i la meva cultura durant el Mes de la Història Negra feia sentir incòmode a algú, aquests sentiments eren molt abans d'un vídeo i molt abans que jo".
El febrer de 2017, Beyoncé es va pronunciar en contra de la retirada de les proteccions per als estudiants transgènere a les escoles públiques per part de l'administració presidencial de Donald Trump. Publicant un enllaç a la campanya "100 Days of Kindness" a la seva pàgina de Facebook, Beyoncé va expressar el seu suport als joves transgènere i es va unir a una llista de celebritats que es van pronunciar en contra de la decisió de Trump.

El novembre de 2017, Beyoncé va lliurar a Colin Kaepernick el premi "Sports Illustrated Muhammad Ali Legacy 2017", afirmant:
"Gràcies pel vostre cor desinteressat i la vostra convicció, gràcies pel vostre sacrifici personal" i que "Colin va prendre mesures sense por de conseqüències... Per canviar la percepció, per canviar la manera en què ens tractem, especialment les persones de color. Encara estem esperant que el món es posin al dia". Muhammad Ali va ser molt penalitzat en la seva carrera per protestar contra l'statu quo dels drets civils dels Estats Units a través de l'oposició a la guerra del Vietnam, en negar-se a servir a l'exèrcit. 40 anys més tard, Kaepernick ja havia perdut un any professional a causa d'una posició molt més tranquil·la i legal "per a les persones que estan oprimides".

## Riquesa
La revista Forbes va començar a informar sobre els ingressos de Beyoncé el 2008, calculant que els 80 milions de dòlars guanyats entre juny de 2007 i juny de 2008 per la seva línia de música, gira, pel·lícules i roba la van convertir en la personalitat musical millor pagada del món en aquell moment, per sobre de Madonna i Celine Dion. Va situar-la quarta a la llista de les 100 celebritats el 2009 i la novena a la llista de les "Dones més poderoses del món" el 2010. L'any següent, la revista va col·locar el seu vuitè a la llista de "Celebritats menors de 30 anys millor pagades", després d'haver guanyat 35 milions de dòlars l'any passat per la seva línia de roba i ofertes de suport. El 2012, Forbes va col·locar Beyoncé al número 16 de la llista de Celebrity 100, dotze llocs per sota que fa tres anys, però encara va guanyar 40 milions de dòlars l'any passat pel seu quart àlbum, la línia de roba i les ofertes de suport.
El 2012, Beyoncé i Jay-Z es van situar al número u de les "Parelles cèlebres més ben pagades del món", per guanyar col·lectivament 78 milions de dòlars. La parella va arribar als rècords mundials Guinness de l'any anterior com la "parella de poder amb més guanys" per guanyar col·lectivament 122 milions de dòlars el 2009. Durant els anys 2009 a 2011, Beyoncé va guanyar una mitjana de 70 milions de dòlars anuals i va guanyar 40 milions de dòlars el 2012. El 2013, els avals de Beyoncé a Pepsi i H&M van convertir a ella i en Jay-Z en la primera parella de mil milions de dòlars del món en la indústria musical. Aquell any, Beyoncé va ser publicada com la quarta celebritat més poderosa en el rànquing de Forbes.
MTV va estimar que a finals de 2014, Beyoncé es convertiria en la músic negra més ben pagada de la història; això va ser el cas l'abril de 2014. El juny de 2014, Beyoncé va ocupar el primer lloc de la llista de Celebrity 100 de Forbes, guanyant aproximadament 115 milions de dòlars entre juny de 2013 i juny de 2014. Aquesta, al seu torn, va ser la primera vegada que encapçalava la llista de "Celebrity 100" a més de ser els seus ingressos anuals més alts, fins avui. El 2016, Beyoncé va ocupar el lloc número 34 de la llista de "Celebrity 100" amb guanys de 54 milions de dòlars. Ella i Jay-Z també van encapçalar la llista de parelles cèlebres més ben pagades, amb ingressos combinats de 107,5 milions de dòlars.
A partir del 2018, Forbes va calcular que el seu patrimoni net era de 355 milions de dòlars i, al juny del mateix any, la va classificar com la 35a celebritat amb més guanys amb ingressos anuals de 60 milions de dòlars. Això va vincular a Beyoncé amb Madonna com les dues úniques artistes dones que van guanyar més de 100 milions de dòlars en un sol any dues vegades. Com a parella, Beyoncé i Jay-Z tenen un valor net combinat d'1.160 milions de dòlars. [418] El juliol de 2017, Billboard va anunciar que Beyoncé era el músic millor pagat del 2016, amb un total estimat de 62,1 milions de dòlars.
El 2023 la parella va comprar "27712 Pacific Coast Highway", una casa a Malibu, Califòrnia, dissenyada per l'arquitecte Tadao Ando, per 200 milions de dòlars. Va establir un rècord per a la residència més cara venuda a Califòrnia.

## Llegat
Vegeu també: Impacte cultural de Beyoncé i Destiny's Child § Legacy:-

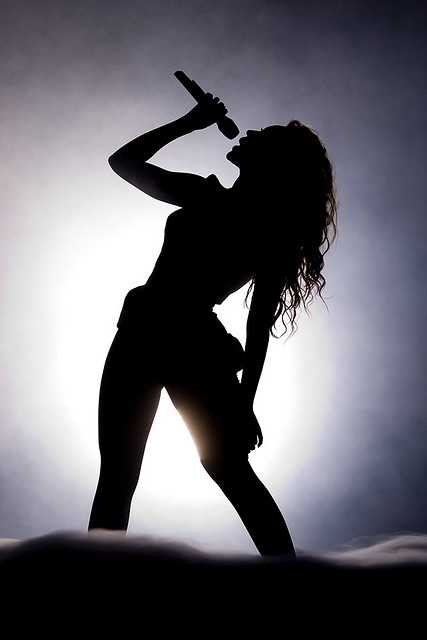
Beyoncé actuant durant la seva gira I Am... l'any 2009

L'èxit de Beyoncé l'ha portat a convertir-se en una icona cultural i li ha valgut el sobrenom de "Queen Bey". Constance Grady va escriure per a Vox:
"La transformació de Beyoncé d'una estrella del pop popular a una icona cultural es va produir en tres fases, marcades per l'àlbum homònim de Beyoncé del 2013, el Lemonade del 2016 i el concert Homecoming del 2018 a Coachella".
A The New Yorker, la crítica musical Jody Rosen va descriure Beyoncé com
"la músic popular més important i convincent del segle XXI... el resultat, el punt final lògic, d'un segle més de pop".

encapçala la llista NPR de les "Dones Músiques més influents del segle XXI". James Clear, al seu llibre "Atomic Habits" (2018), fa un paral·lelisme entre l'èxit de Beyoncé i les dramàtiques transformacions de la societat moderna:
"En els darrers cent anys, hem vist l'ascens del cotxe, l'avió, la televisió, la ordinador personal, Internet, el telèfon intel·ligent i Beyoncé."
 The Observer la va nomenar Artista de la dècada (dècada dels 2000) el 2009.
Escrivint per a Entertainment Weekly, Alex Suskind va notar com Beyoncé va ser l'estrella del pop definidora de la dècada (2010), afirmant que "ningú va dominar la música als anys 2010 com Queen Bey", i va explicar que les seves "cançons, llançaments d'àlbums, presència a l'escenari, iniciatives de justícia social", i una estratègia disruptiva de relacions públiques han influït en la nostra manera de veure la música des del 2010." La publicació britànica NME també va compartir pensaments similars sobre el seu impacte als anys 2010, inclosa Beyoncé a la seva llista dels "10 artistes que van definir la dècada". El 2018, Rolling Stone la va incloure a la seva llista Millennial 100.
Els crítics musicals sovint han atribuït a Beyoncé la invenció de l'estil de cant de rap staccato que des de llavors ha dominat la música pop, R&B i rap. Lakin Starling de The Fader va escriure que la implementació innovadora de Beyoncé de l'estil de lliurament a l'àlbum de 1999 de "Destiny's Child The Writing's on the Wall" va inventar una nova forma de R&B. El nou estil de Beyoncé va canviar posteriorment la naturalesa de la música, revolucionant tant el cant a la música urbana com el rap a la música pop, i es va convertir en el so dominant d'ambdós gèneres. L'estil va ajudar a redefinir tant l'amplitud de l'R&B comercial com el so del hip hop, amb artistes com Kanye West i Drake implementant la cadència de Beyoncé a finals dels anys 2000 i principis dels 2010. L'estil de cant de rap staccato es va continuar utilitzant a la indústria musical a finals dels anys 2010 i principis dels 2020; Aaron Williams d'Uproxx va descriure a Beyoncé com la "principal pionera" de l'estil de rap que domina la indústria musical avui, amb molts rapers contemporanis que implementen el cant de rap de Beyoncé. Michael Eric Dyson està d'acord, dient que Beyoncé "va canviar tot el gènere" i s'ha convertit en la "padrina" dels rapers murmurosos, que utilitzen la cadència del cant de rap staccato. Dyson va afegir: "Ella no rep crèdit per la manera notable en què va canviar el vocabulari musical de l'art contemporani".S'ha atribuït a Beyoncé la recuperació de l'àlbum com a forma d'art en una època dominada pels senzills i el streaming. Això va començar amb el seu àlbum n.º 4 del 2011; mentre que els artistes principals de R&B van renunciar al R&B liderat per àlbums en favor de l'EDM liderat per singles, Beyoncé pretenia tornar a posar el focus en els àlbums com a forma d'art i restablir el R&B com a preocupació principal. Aquest va seguir sent un focus de Beyoncé, i el 2013, va fer que el seu àlbum homònim només estigui disponible per comprar-lo com a àlbum complet a iTunes, en lloc de poder comprar cançons individuals o consumir l'àlbum mitjançant streaming. Kaitlin Menza de Marie Claire va escriure que això va fer que els oients "experimentessin l'àlbum com una experiència sonora sencera, com ho feia la gent, observant els temes musicals i lletres".
Jamieson Cox per a The Verge va descriure com l'àlbum de Beyoncé del 2013 va iniciar una tendència gradual d'àlbums cada cop més cohesionats i autoreferencials, i aquest fenomen va arribar al seu punt final amb Lemonade, que va establir "un nou estàndard per a la narració pop a l'escala més alta possible". Megan Carpentier de The Guardian va escriure que amb Lemonade, Beyoncé ha "gairebé reviscut el format de l'àlbum" llançant un àlbum que només es pot escoltar sencer. Myf Warhurst a "Lunch With Myf" de Double J va explicar que, mentre que la majoria dels àlbums dels artistes consisteixen en uns quants senzills més cançons de farciment, Beyoncé "va tornar l'àlbum", canviant la forma artística de l'àlbum "a una narració amb un arc i un història i has d'escoltar-la sencera per entendre el concepte".
És coneguda per encunyar frases populars com "posa-hi un anell", un eufemisme per a la proposta de matrimoni, "Em vaig despertar així", que va iniciar una tendència a publicar selfies matinals amb l'etiqueta #iwokeuplikethis i "noi, adéu", que es va utilitzar com a part de la campanya del Comitè Nacional Demòcrata per a les eleccions de 2020. De la mateixa manera, també va inventar la frase "àlbum visual" després del llançament del seu cinquè àlbum d'estudi, que tenia un vídeo per a cada cançó. Això ha estat recreat per molts altres artistes des d'aleshores, com Frank Ocean i Melanie Martinez. L'àlbum també va popularitzar els llançaments sorpresa, amb molts artistes llançant cançons, vídeos o àlbums sense anunci previ, com Taylor Swift, Nicki Minaj, Eminem, Frank Ocean, Jay-Z i Drake.
El gener de 2012, el científic de recerca Bryan Lessard va anomenar Scaptia beyonceae, una espècie de mosca que es troba al nord de Queensland, Austràlia després de Beyoncé a causa dels pèls daurats únics de la mosca a l'abdomen.

## Assoliments
- Vegeu també: Llista de premis i nominacions rebuts per Beyoncé i Destiny's Child--

Beyoncé ha rebut nombrosos premis i és l'artista femenina més premiada de tots els temps. Després d'haver venut més de 200 milions de discos a tot el món (uns 60 milions més amb Destiny's Child), Beyoncé és una de les artistes musicals més venudes de tots els temps. La Recording Industry Association of America (RIAA) va incloure a Beyoncé com l'artista més certificada de la dècada dels 2000, amb un total de 64 certificacions. Les seves cançons "Single Ladies (Put a Ring on It)", "Halo" i "Irreplaceable" són alguns dels senzills més venuts de tots els temps a tot el món. El 2009, Billboard la va nomenar millor artista femenina i millor artista de cançons de ràdio de la dècada.
El 2010, Billboard la va nomenar a la seva llista dels 50 millors artistes de R&B/Hip-Hop dels últims 25 anys al número 15. El 2012, VH1 va ocupar el seu tercer lloc a la seva llista de les "100 millors dones de la música", darrere de Mariah Carey i Madonna. El 2002, va rebre l'autor de la cançó de l'any de la Societat Americana de Compositors, Autors i Editors, convertint-se en la primera dona afroamericana a guanyar el premi. El 2004 i el 2019, va rebre el NAACP "Image Award a l'Entertainer of the Year" i el "Soul Train Music Award" per a Sammy Davis Jr. - "Entertainer of the Year."
El 2005, també va rebre el premi APEX al "Trumpet Award" en honor als èxits dels afroamericans negres. El 2007, Beyoncé va rebre el premi "International Artist of Excellence" dels American Music Awards. També va rebre Otto d'Honor al Bravo Otto. L'any següent, va rebre el premi Legend per a la contribució excepcional a les arts als World Music Awards i el Career Achievement Award als LOS40 Music Awards. El 2010, va rebre el Premi d'Honor a l'Artista de la Dècada al NRJ Music Award. Als Billboard Music Awards 2011, Beyoncé va rebre el premi Billboard Millennium Award inaugural.
Beyoncé va rebre el "Michael Jackson Video Vanguard Award" als MTV Video Music Awards 2014 i va ser guardonada com a Mare d'Honor de l'Any al Premi "Australian Mother of the Year" a Barnardo's Austràlia pel seu esforç humanitari a la regió i el "Council of Fashion Designers of America. Fashion Icon Award" el 2016. El 2019, juntament amb Jay-Z, va rebre el "GLAAD Vanguard Award" que es lliura a un membre de la comunitat de l'entreteniment que no s'identifica com a LGBT però que ha marcat una diferència significativa en la promoció de la igualtat de drets per a les persones LGBT. El 2020 va rebre el Premi Humanitari BET. "Consequence of Sound" la va nomenar la 30a millor cantant de tots els temps.
Beyoncé ha guanyat 32 premis Grammy, tant com a artista solista o com a membre de "Destiny's Child" i "The Carters", la qual cosa la converteix en la cantant més honrada, masculina o femenina, dels Grammy. També és l'artista més nominada en la història dels premis Grammy amb un total de 88 nominacions. "Single Ladies (Put a Ring on It)" va guanyar la cançó de l'any el 2010, mentre que "Say My Name", "Crazy in Love" i "Drunk in Love" han guanyat cadascuna la millor cançó de R&B. Dangerously in Love, B'Day i I Am... Sasha Fierce han guanyat el millor àlbum de R&B contemporani, mentre que Lemonade ha guanyat el millor àlbum urbà contemporani. Beyoncé va establir el rècord de més premis Grammy guanyats per una artista femenina en una nit el 2010 quan va guanyar sis premis, trencant l'empat que tenia anteriorment amb Alicia Keys, Norah Jones, Alison Krauss i Amy Winehouse, amb Adele igualant-ho a 2012.
Beyoncé ha guanyat 29 "MTV Video Music Awards", la qual cosa la converteix en l'artista més guardonada de la història dels "Video Music Award". Va guanyar dos premis cadascun amb The Carters i Destiny's Child, fent un total de 29 VMA al llarg de la seva vida. "Single Ladies (Put a Ring on It)" i "Formation" van guanyar el vídeo de l'any el 2009 i el 2016, respectivament. Beyoncé va empatar el rècord establert per Lady Gaga el 2010 amb la majoria de VMA guanyats en una nit per a una artista femenina amb vuit el 2016. També és l'artista més premiada i nominada de la història dels premis BET, guanyant 29 premis d'un total de 60 nominacions, la persona més premiada als Soul Train Music Awards amb 17 premis com a artista solista i la més -persona guardonada als NAACP Image Awards amb 24 premis com a artista solista.
A més, Beyoncé és l'artista més premiada als NAACP Image Awards amb 22 premis, els BET Awards amb 32 premis i els "Soul Train Music Awards" amb 21 premis.
Després del seu paper a Dreamgirls, Beyoncé va ser nominada a la millor cançó original per "Listen" i a la millor actriu als Premis Globus d'Or i a la millor actriu en una pel·lícula als NAACP Image Awards. Beyoncé va guanyar dos premis als "Broadcast Film Critics Association Awards 2006"; Millor cançó per "Listen" i millor banda sonora original per Dreamgirls: Music from the Motion Picture. Segons Fuse el 2014, Beyoncé és la segona artista més premiada de tots els temps, després de Michael Jackson. Lemonade va guanyar un Premis Peabody el 2017. El 2022, "Be Alive" va ser nominada per a l'Oscar a la millor cançó original, al "Critics Choice Movie Award" a la millor cançó i al Globus d'Or a la millor cançó original.

Va ser nomenada a la BBC Radio 4 Woman's Hour Power List de 2016 com una de les set dones considerades que van tenir el major impacte en la vida de les dones durant els darrers 70 anys, juntament amb Margaret Thatcher, Barbara Castle, Helen Brook, Germaine Greer, Jayaben Desai i Bridget Jones, Va ser nomenada la dona més poderosa de la música a la mateixa llista el 2020. El mateix any, Billboard la va nomenar amb "Destiny's Child" la tercera artista de vídeos musicals més grans de tots els temps, darrere de Madonna i Michael Jackson.
El 16 de juny de 2021, Beyoncé va estar entre diverses celebritats als "Pollstar Awards" on va guanyar el premi a "la millor artista de gira" de la dècada (dècada de 2010). El 17 de juny de 2021, Beyoncé va ser inclosa al "Passeig de la Fama de Black Music & Entertainment" com a membre de la classe inaugural.

## Negocis i empreses
El 2010, Beyoncé va fundar la seva pròpia empresa d'entreteniment Parkwood Entertainment que es va formar com una empremta basada en Columbia Records, la companyia va començar com a unitat de producció de vídeos i pel·lícules el 2008. Parkwood Entertainment rep el nom d'un carrer de Houston, Texas, on va viure Beyoncé. Amb seu a la ciutat de Nova York, l'empresa serveix com a paraigua per a les diverses marques de l'animador en música, pel·lícules, vídeos i moda. El personal de Parkwood Entertainment té experiències en art i entreteniment, des de la realització de pel·lícules i producció de vídeos fins a disseny web i de moda. A més dels departaments de màrqueting, digital, creatiu, publicitat, disseny de moda i marxandatge, la companyia acull una suite d'edició d'última generació, on Beyoncé treballa en continguts per a les seves gires mundials, vídeos musicals i especials de televisió. La primera producció de Parkwood Entertainment va ser el biopic musical Cadillac Records (2008), en el qual Beyoncé va protagonitzar i coproduir. La companyia ha distribuït àlbums de Beyoncé com el seu cinquè àlbum d'estudi homònim (2013), Lemonade (2016) i The Carters, Everything is Love (2018). Beyoncé ha signat amb altres artistes a Parkwood com Chloe x Halle, que va actuar al Super Bowl LIII el febrer de 2019.

## Avals i col·laboracions
Beyoncé ha treballat amb Pepsi des del 2002, i el 2004 va aparèixer en un comercial temàtic de Gladiator amb Britney Spears, Pink i Enrique Iglesias. El 2012, Beyoncé va signar un acord de 50 milions de dòlars per avalar Pepsi. El "Center for Science in the Public Interest" (CSPINET) va escriure a Beyoncé una carta oberta demanant-li que reconsiderés l'acord a causa de la insalubritat del producte i que donés els ingressos a una organització mèdica. No obstant això, NetBase va trobar que la campanya de Beyoncé va ser la més comentada a l'abril de 2013, amb una resposta positiva de l'audiència del 70% als anuncis comercials i impresos.
Beyoncé ha treballat amb Tommy Hilfiger per a les fragàncies "True Star" (cantant una versió de "Wishing on a Star") i "True Star Gold"; també va promoure la fragància "Diamonds d'Emporio" d'Armani el 2007. Beyoncé va llançar la seva primera fragància oficial, "Heat", el 2010. L'anunci, que va incloure la cançó de 1956 "Fever", es va mostrar després de la conca al Regne Unit, ja que comença amb una imatge de Beyoncé que sembla estirada nua en una habitació. Al febrer de 2011, Beyoncé va llançar la seva segona fragància, "Heat Rush". La tercera fragància de Beyoncé, "Pulse", es va llançar el setembre de 2011. El 2013, es va llançar la versió d'edició limitada de "The Mrs. Carter Show de Heat". Les sis edicions de "Heat" són la línia de fragància de celebritats més venuda del món, amb vendes de més de 400 milions de dòlars.
El llançament d'un videojoc "Starpower": Beyoncé va ser cancel·lat després que Beyoncé retirés uns 100 milions de dòlars amb GateFive, que va al·legar que la cancel·lació va suposar l'acomiadament de 70 empleats i milions de lliures perdudes en el desenvolupament. Els seus advocats el van resoldre extrajudicialment el juny de 2013, que van dir que havien cancel·lat perquè GateFive havia perdut els seus patrocinadors financers. Beyoncé també ha tingut acords amb American Express, Nintendo DS i L'Oréal des dels 18 anys.
El març de 2015, Beyoncé es va convertir en copropietària, amb altres artistes, del servei de reproducció de música Tidal. El servei està especialitzat en àudio sense pèrdues i vídeos musicals d'alta definició. El marit de Beyoncé, Jay-Z, va adquirir l'empresa matriu de Tidal, Aspiro, el primer trimestre del 2015. Incloses Beyoncé i Jay-Z, setze artistes interessats (com Kanye West, Rihanna, Madonna, Chris Martin, Nicki Minaj i més) són copropietaris de Tidal, i la majoria posseeixen una participació del 3%. Els implicats van crear la idea de tenir un servei de reproducció en temps real propietat de tots els artistes per adaptar-se a l'augment de la demanda de transmissió en temps real dins de la indústria musical actual.

El novembre de 2020, Beyoncé va formar una associació de diversos anys amb l'empresa d'equips d'exercici i mitjans de comunicació Peloton. L'associació es va formar per celebrar la temporada de tornada a casa a col·legis i universitats històricament negres, oferint experiències d'entrenament temàtiques inspirades en la pel·lícula Homecoming i l'àlbum en directe de Beyoncé 2019 després que les celebracions de tornada a casa del 2020 es cancel·lessin a causa de la pandèmia COVID-19. Com a part de l'associació, Beyoncé i Peloton donen membres gratuïts a tots els estudiants de 10 HBCU, i Peloton persegueix col·laboracions de reclutament a llarg termini a les HCBU. Gwen Bethel Riley, cap de música de Peloton, va dir:
"Quan vam tenir converses amb Beyoncé sobre com era d'important un component d'impacte social per a tots nosaltres, es va cristal·litzar com d'important era adoptar el Homecoming com una oportunitat per celebrar i crear diàleg al voltant. Cultura i música negra, en col·laboració amb les HBCU."
Després de la notícia de l'associació, es va revertir un descens de les accions de Peloton i les seves accions van augmentar un 8,6%.
El 2021, Beyoncé i Jay-Z es van associar amb Tiffany & Co. per a la campanya "About Love" de la companyia. Beyoncé es va convertir en la quarta dona, i primera dona negra, a portar el diamant groc de Tiffany. La campanya va incloure una pintura blava d'ou de robin de Jean-Michel Basquiat titulada Equals Pi (1982).

## Línies de moda
Beyoncé i la seva mare van presentar "House of Deréon", una línia de moda femenina contemporània, el 2005. El concepte està inspirat en tres generacions de dones de la seva família, amb el nom que ret homenatge a l'àvia de Beyoncé, Agnèz Deréon, una cosidora respectada. Segons Tina, l'estil general de la línia reflecteix millor el gust i l'estil d'ella i de Beyoncé. Beyoncé i la seva mare van fundar l'empresa familiar "Beyond Productions", que proporciona la llicència i la gestió de la marca per a "House of Deréon", i la seva col·lecció juvenil, Deréon. Les peces de "House of Deréon" es van exposar als espectacles i visites de "Destiny Fulfilled". La col·lecció inclou roba esportiva, ofertes de mezclilla amb pell, roba exterior i accessoris que inclouen bosses de mà i calçat, i estan disponibles a grans botigues i botigues especialitzades dels Estats Units i el Canadà.
El 2005, Beyoncé es va unir amb "House of Brands", una empresa de sabates, per produir una gamma de calçat per a "House of Deréon". Al gener de 2008, "Starwave Mobile" va llançar "Beyoncé Fashion Diva", un joc mòbil "d'estil alt" amb un component de xarxes socials, que inclou la col·lecció "House of Deréon". El juliol de 2009, Beyoncé i la seva mare van llançar una nova marca de roba juvenil, "Sasha Fierce" per a Deréon, per a la venda de tornada a l'escola. La col·lecció incloïa roba esportiva, roba exterior, bosses de mà, calçat, ulleres, llenceria i joies. Estava disponible a grans magatzems com Macy's i Dillard's, i botigues especialitzades Jimmy Jazz i Against All Odds. El maig de 2010, Beyoncé es va unir amb la botiga de roba C&A per llançar "Deréon by Beyoncé" a les seves botigues al Brasil. La col·lecció incloïa blazers a mida amb espatlles encoixinades, vestits negres, tops i camises brodats i vestits amb embenat.
L'octubre de 2014, Beyoncé va signar un acord per llançar una línia de roba activa amb el minorista de moda britànic Topshop. L'empresa 50-50 s'anomena "Ivy Park" i es va llançar l'abril de 2016. El nom de la marca és un cop d'ull a la filla de Beyoncé i al seu número quatre preferit (IV en números romans), i també fa referència al parc on solia córrer a Texas. Des de llavors, ha comprat el propietari de Topshop, Philip Green, amb la seva participació del 50% després que se'l deia que havia assetjat sexualment, intimidat i abusat racialment empleats. Ara és propietària de la marca.
L'abril de 2019, es va anunciar que Beyoncé es convertiria en una soci creativa d'Adidas i desenvoluparia encara més la seva marca esportiva Ivy Park amb la companyia. Knowles també desenvoluparà roba i calçat nous per a Adidas. Les accions de l'empresa van augmentar un 1,3% després del comunicat de premsa. El desembre de 2019, van anunciar una data de llançament el 18 de gener de 2020. Beyoncé va penjar un teaser al seu lloc web i a Instagram. La col·lecció es va veure prèviament al proper número d'Elle de gener de 2020, on es veu a Beyoncé amb diverses peces de vestir, accessoris i calçat de la primera col·lecció. Al març de 2023, es va anunciar que Beyoncé i Adidas van prendre una decisió mútua per posar fi a la seva associació.
Més tard, el març de 2023, Olivier Rousteing, el director creatiu de Balmain, va anunciar que ell i Beyoncé van col·laborar en una col·lecció d'alta costura completa amb setze looks corresponents a les setze cançons del seu àlbum Renaissance. Aquesta col·lecció "Renaissance Couture" va marcar la primera vegada que una dona negra va supervisar el desenvolupament d'una col·lecció d'una casa de costura parisina.

## Filantropia

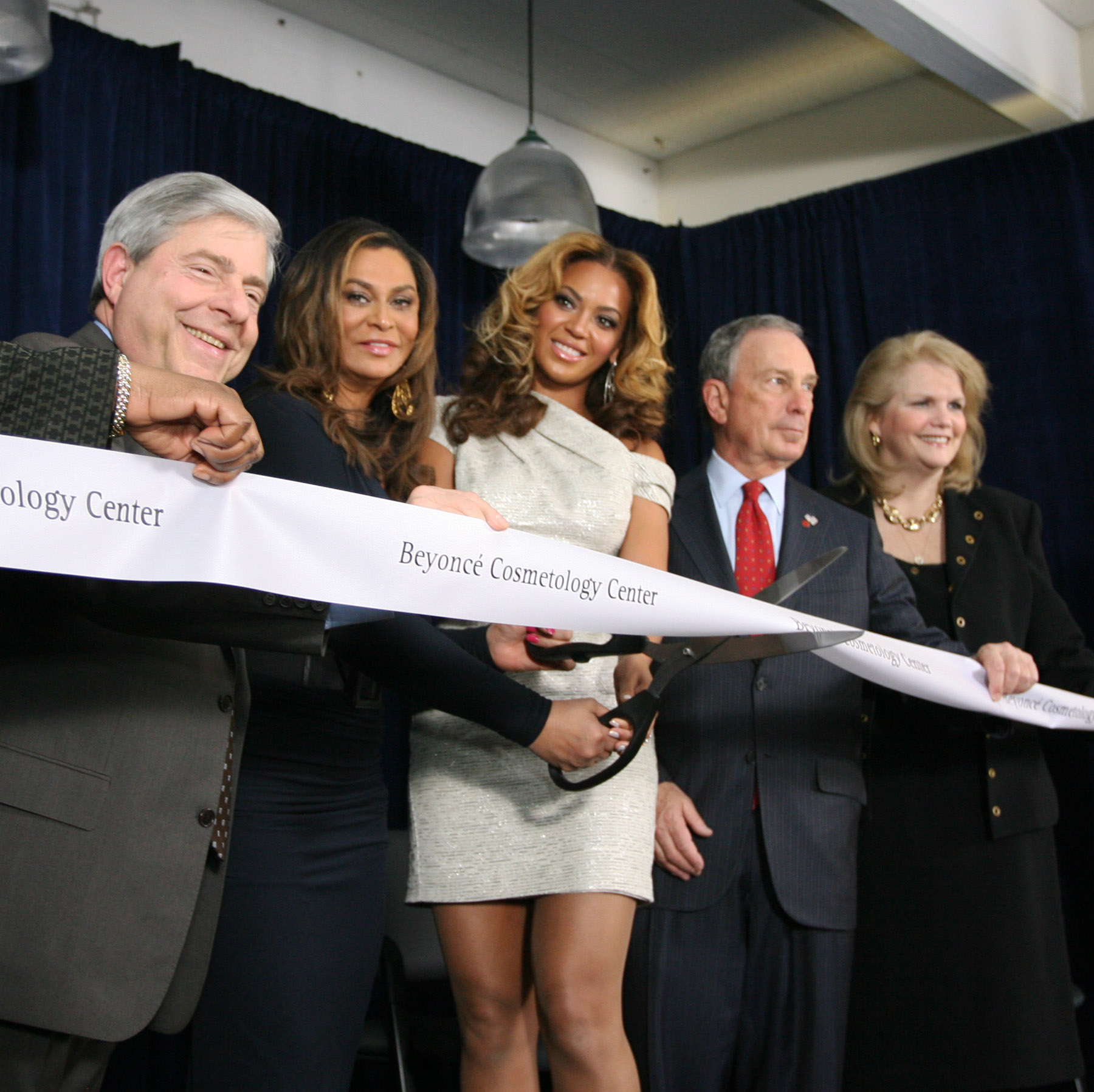
Beyoncé (al centre) i la seva mare, Tina, (esquerra) a l'obertura del Centre de Cosmetologia Beyoncé el 5 de març de 2010

El 2002, Beyoncé, Kelly Rowland i Tina Knowles van construir el "Knowles-Rowland Center for Youth", un centre comunitari al centre de Houston. Després de l'huracà Katrina l'any 2005, Beyoncé i Rowland van fundar la "Survivor Foundation" per proporcionar habitatges de transició a famílies desplaçades i proporcionar mitjans per a la construcció de nous edificis, a la qual Beyoncé va contribuir amb 250.000 dòlars inicials. Des de llavors, la fundació s'ha expandit per treballar amb altres organitzacions benèfiques de la ciutat, i també va proporcionar ajuda després de l'huracà Ike tres anys més tard. Beyoncé també va donar 100.000 dòlars al "Gulf Coast Ike Relief Fund". El 2007, Beyoncé va fundar els "Knowles-Temenos Place Apartments", un complex d'habitatges que ofereix espai habitable per a 43 persones desplaçades. A partir del 2016, Beyoncé havia donat 7 milions de dòlars per al manteniment del complex.
Després de protagonitzar "Cadillac Records" el 2009 i conèixer "Phoenix House", una organització sense ànim de lucre de rehabilitació de drogues i alcohol, Beyoncé va donar el seu salari complet de 4 milions de dòlars de la pel·lícula a l'organització. Beyoncé i la seva mare van establir posteriorment el "Beyoncé Cosmeology Center", que ofereix un curs de formació en cosmetologia de set mesos que ajuda els clients de "Phoenix House" a adquirir habilitats professionals durant la seva recuperació.
El gener de 2010, Beyoncé va participar en la teletó "Hope for Haiti Now: A Global Benefit for Earthquake Relief" de George Clooney i Wyclef Jean, va donar una gran suma a l'organització i va ser nomenada la cara oficial de l'edició limitada CFDA. Samarreta "Fashion For Haiti", feta per Theory que va recaptar un total d'1 milió de dòlars. L'abril de 2011, Beyoncé va unir forces amb la primera dama dels Estats Units Michelle Obama i la "National Association of Broadcasters Education Foundation", per ajudar a impulsar la campanya d'aquesta última contra l'obesitat infantil reelaborant el seu senzill "Get Me Bodied". Després de la mort d'Osama bin Laden, Beyoncé va llançar la seva versió de la cançó de Lee Greenwood "God Bless the USA", com a senzill benèfic per ajudar a recaptar fons per a la Policia de Nova York i "Fire Widows' and Children's Benefit Fund".
Beyoncé es va convertir en ambaixadora de la campanya del Dia Mundial de l'Assistència Humanitària de 2012 donant la seva cançó "I Was Here" i el seu vídeo musical, rodat a l'ONU, a la campanya. El 2013, es va anunciar que Beyoncé treballaria amb Salma Hayek i Frida Giannini en una campanya de Gucci "Chime for Change" que té com a objectiu difondre l'empoderament femení. La campanya, que es va emetre el 28 de febrer, es va configurar amb la seva nova música. Un concert per la causa va tenir lloc l'1 de juny de 2013 a Londres. Amb l'ajuda de la plataforma de "crowdfunding Catapult", els visitants del concert podien escollir entre diversos projectes de promoció de l'educació de dones i nenes. Beyoncé també va participar en "Miss a Meal", una campanya de donació d'aliments i va donar suport a Goodwill Industries mitjançant subhastes benèfiques en línia a Charitybuzz que donen suport a la creació d'ocupació a tot Europa i els Estats Units.

Beyoncé i Jay-Z van donar en secret desenes de milers de dòlars per rescatar els manifestants de "Black Lives Matter" a Baltimore i Ferguson, així com la infraestructura finançada per a l'establiment de capítols de "Black Lives Matter" als Estats Units. Abans de l'espectacle "Formation World Tour" de Beyoncé a Tampa, el seu equip va organitzar un dinar privat per a més de 20 líders de la comunitat per discutir com Beyoncé podria donar suport a les iniciatives benèfiques locals, inclosa la promesa de finançar 10 beques per proporcionar ajuda econòmica als estudiants. Thomas Scott, membre de la junta de l'Autoritat Esportiva de Tampa, va dir:
"No conec una reunió prèvia d'artista amb la comunitat, veient quines són les seves necessitats, veient com poden invertir a la comunitat. Em diu molt sobre Beyoncé. Ella no només entra a una comunitat i se'n va amb (diners), però també retorna diners a aquesta comunitat."
El juny de 2016, Beyoncé va donar més de 82.000 dòlars a "United Way of Genesee County" per donar suport a les víctimes de la crisi de l'aigua de Flint. Beyoncé també va donar diners per donar suport a 14 estudiants de Michigan amb les seves despeses universitàries. L'agost de 2016, Beyoncé i Jay-Z van donar 1,5 milions de dòlars a grups de drets civils com "Black Lives Matter", "Hands Up United" i "Dream Defenders". Després de l'huracà Matthew, Beyoncé i Jay-Z van donar 15 milions de dòlars a la "Fundació Usain Bolt" per donar suport als seus esforços en la reconstrucció de cases a Haití.
Durant l'huracà Harvey l'agost de 2017, Beyoncé va llançar BeyGOOD Houston per donar suport als afectats per l'huracà a Houston. L'organització va donar productes de primera necessitat com bressols, mantes, coixins, productes per a nadons, productes femenins i cadires de rodes, i va finançar projectes de revitalització a llarg termini. El 8 de setembre, Beyoncé va visitar Houston, on va patrocinar un dinar per a 400 supervivents a la seva església local, va visitar el Centre de Convencions George R Brown per parlar amb les persones desplaçades per les inundacions sobre les seves necessitats, va servir àpats a aquells que van perdre la seva llar i va fer una donació important a causes locals. Beyoncé també va donar 75.000 dòlars en nous matalassos als supervivents de l'huracà. Més tard aquell mes, Beyoncé va llançar un remix de "Mi Gente" de J Balvin i Willy William, amb tots els seus beneficis donats a organitzacions benèfiques de socors en desastres a Puerto Rico, Mèxic, els Estats Units i el Carib després dels huracans Harvey, Irma i Maria, i els terratrèmols de Chiapas i Puebla.
L'abril de 2020, Beyoncé va donar 6 milions de dòlars a l'Aliança Nacional en Salut Mental, UCLA i organitzacions locals basades en la comunitat per tal de proporcionar serveis de salut mental i benestar personal als treballadors essencials durant la pandèmia de COVID-19. BeyGOOD també es va unir amb organitzacions locals per ajudar a proporcionar recursos a les comunitats de color, com ara menjar, aigua, material de neteja, medicaments i màscares facials. El mateix mes, Beyoncé va llançar un remix de "Savage" de "Megan Thee Stallion", amb tots els beneficis que es beneficien dels esforços de socors COVID-19 de "Bread of Life Houston", que inclouen el subministrament setmanal de més de 14 tones d'aliments i subministraments a 500 famílies i 100 persones grans a Houston.
El maig de 2020, Beyoncé va oferir 1.000 proves gratuïtes de COVID-19 a Houston com a part de la iniciativa "#IDidMyPart" d'ella i de la seva mare, que es va establir a causa de les morts desproporcionades a les comunitats afroamericanes. A més, es van proporcionar 1.000 guants, màscares, àpats calents, vitamines essencials, vals de queviures i articles per a la llar. El juliol de 2020, Beyoncé va establir el "Black-Owned Small Business Impact Fund" en col·laboració amb la NAACP, que ofereix subvencions de 10.000 dòlars a petites empreses de propietat negra que ho necessiten després de les protestes de George Floyd. Tots els ingressos del senzill "Black Parade" de Beyoncé van ser donats al fons. El setembre de 2020, Beyoncé va anunciar que havia donat 1 milió de dòlars addicionals al fons. El 31 de desembre de 2020, el fons havia donat 715 subvencions a petites empreses de propietat negra, per un import de 7,15 milions de dòlars donats.
L'octubre de 2020, Beyoncé va publicar una declaració en la qual ha estat treballant amb la Coalició Feminista per ajudar els partidaris del moviment "End Sars" a Nigèria, inclosa la cobertura dels costos mèdics dels manifestants ferits, la cobertura de les despeses legals dels manifestants detinguts i el subministrament d'aliments, refugi d'emergència, mitjans de transport i telecomunicacions a les persones que ho necessiten. Beyoncé també va mostrar suport a aquells que lluiten contra altres problemes a l'Àfrica, com ara la crisi anglòfona al Camerun, "ShutItAllDown" a Namíbia, "Zimbabwean Lives Matter" a Zimbabwe i l'emergència nacional de violació a Libèria. El desembre de 2020, Beyoncé va donar 500.000 dòlars per ajudar a pal·liar la crisi de l'habitatge als EUA causada pel cessament de la moratòria dels desnonaments, donant 100 subvencions de 5.000 dòlars a persones i famílies que s'enfrontaven a execucions hipotecàries i desnonaments.

## Discografia

### Amb Destiny's Child
Àlbums d'estudi
- 1998: Destiny's Child
- 1999: The Writing's on the Wall
- 2001: Survivor
- 2001: 8 Days of Christmas
- 2004: Destiny Fulfilled

### En solitari
Àlbums d'estudi
- 2003: Dangerously in Love
- 2006: B'Day
- 2008: I Am... Sasha Fierce
- 2011: 4
- 2013: Beyoncé
- 2016: Lemonade
- 2019: The Lion King: The Gift (banda sonora de The Lion King)
- 2022: Renaissance
- 2024: Cowboy Carter

### Amb The Carters
Àlbums d'estudi
- 2018: Everything Is Love, (amb Jay-Z)

## Gires
- 2003: Dangerously in Love Tour
- 2007: The Beyoncé Experience
- 2009–2010: I Am... World Tour
- 2013–2014: The Mrs. Carter Show World Tour
- 2016: The Formation World Tour
- 2023: Renaissance World Tour

## Filmografia
| Títol                       | Any  | Personatge       | Notes      |
| --------------------------- | ---- | ---------------- | ---------- |
| Beverly Hood                | 1999 | Girl #1          |            |
| Carmen: A Hip Hopera        | 2001 | Carmen Brown     |            |
| Austin Powers in Goldmember | 2002 | Foxxy Cleopatra  |            |
| The Fighting Temptations    | 2003 | Lilly            |            |
| Fade to Black               | 2004 | ella mateixa     | documental |
| The Pink Panther            | 2006 | Xania            |            |
| Dreamgirls                  | 2006 | Deena Jones      |            |
| Cadillac Records            | 2008 | Etta James       |            |
| Obsessed                    | 2009 | Sharon Charles   |            |
| Epic                        | 2013 | Queen Tara (veu) |            |
| Homecoming                  | 2019 | ella mateixa     | documental |
| The Lion King               | 2019 | Nala (veu)       |            |

## Guardons
Premis
- 2007: Grammy al millor àlbum d'urbà contemporani
- 2010: Grammy a la cançó de l'any
- 2019: Grammy al millor àlbum d'urbà contemporani (The Carters)

Nominacions
- 2001: Grammy a la cançó de l'any (Destiny's Child)
- 2004: Grammy a la gravació de l'any (amb Jay-Z)
- 2006: Globus d'Or a la millor actriu musical o còmica per Dreamgirls
- 2006: Globus d'Or a la millor cançó original per "Listen"
- 2008: Grammy a la gravació de l'any
- 2008: Globus d'Or a la millor cançó original per "Once in a Lifetime"
- 2009: Premi Golden Raspberry a la pitjor actriu per Obsessed
- 2010: Grammy a l'àlbum de l'any
- 2010: Grammy a la gravació de l'any
- 2015: Grammy a l'àlbum de l'any
- 2015: Grammy al millor àlbum d'urbà contemporani
- 2017: Grammy a l'àlbum de l'any
- 2017: Grammy a la gravació de l'any
- 2017: Grammy a la cançó de l'any